# Carl Gustaf Tessin

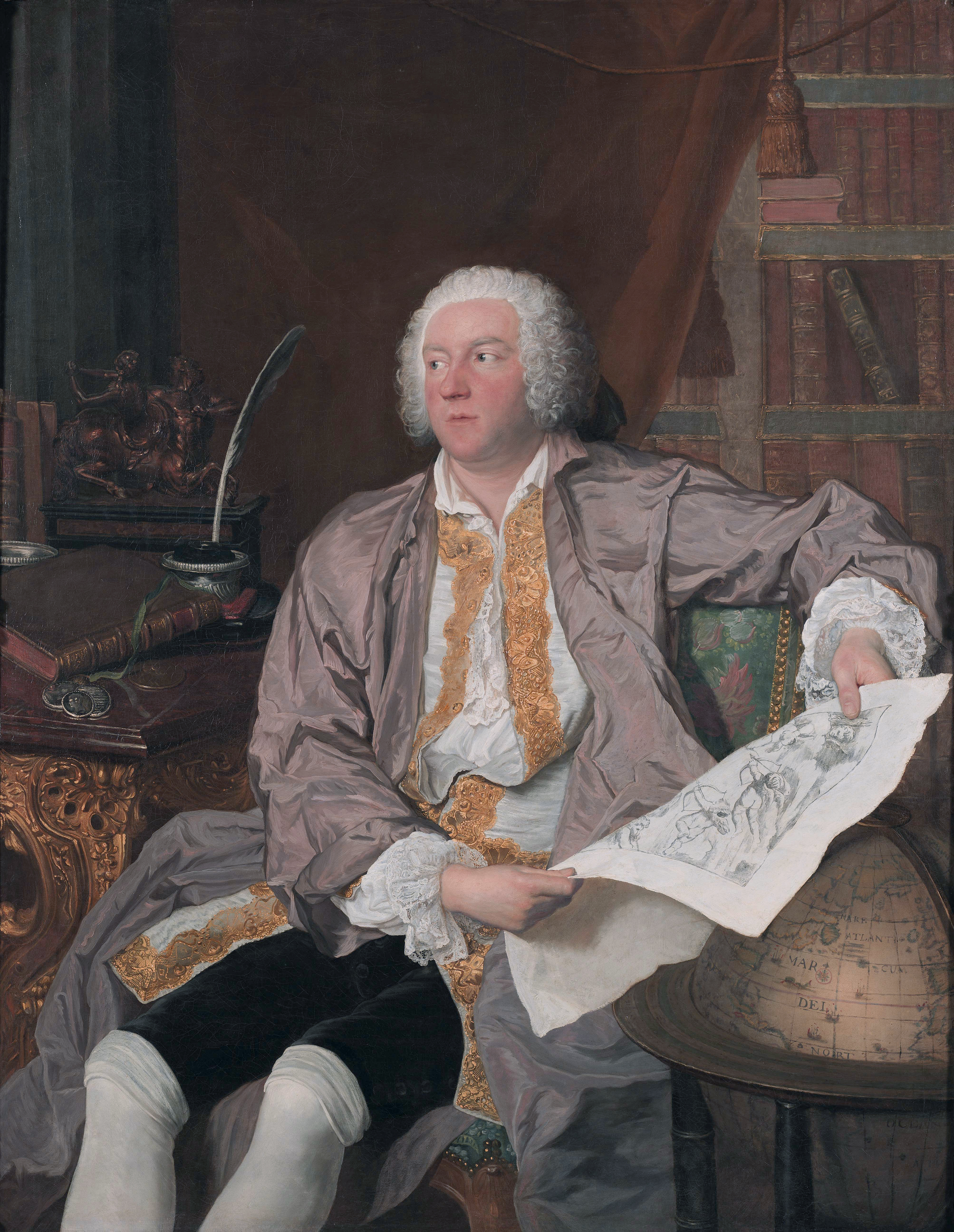
Oljemålning av greve Carl Gustaf Tessin, 149 × 116 cm, av Joseph Aved, Nationalmuseum, Stockholm. Porträttet är utfört 1741 under Tessins ambassadörstid i Paris 1739–1742. Det skildrar honom privat, som konstsamlare, i öppen skjorta och morgonrock med ett grafiskt blad, Rafaels Galathea, i händerna och i övrigt omgiven av sina böcker och konstverk. Gåva till Nationalmuseum 1960 av Tessinsällskapet.

Carl Gustaf Tessin, född 5 september 1695 på Tessinska palatset i Stockholm, död 7 januari 1770 på Åkerö slott, var en svensk greve, diplomat, politiker, ambassadör, riksråd och kanslipresident (regeringschef) 1746–1752. Tessin var frihetstidens tongivande kulturpersonlighet och hans konstsamling utgör grundplåten för Nationalmusei samlingar. Han var son till Nicodemus Tessin d.y. och Hedvig Eleonora Stenbock samt gift med Ulla Tessin, född Sparre.

## Biografi

### De tidiga åren
Tessin röjde tidigt ett ovanligt konstsinne och fick med understöd av änkedrottning Hedvig Eleonora och Karl XII göra en studieresa till Frankrike, Italien och Tyskland. 1718 kallades han av Karl XII hem från Wien för att bli hovintendent på Stockholms slott.
Tessin bevistade redan 1720 års riksdag, men hans egentliga politiska bana började riksdagen 1723, då han slöt sig till holsteinska partiet och blev ordförande i Mindre sekreta deputationen, som var härden för partiets opposition mot hovet. (Holsteinska partiets mål var att välja Karl Fredrik av Holstein till Sveriges kung.) Flera av Mindre sekreta deputationens betänkanden uppsattes av honom. För sina riksdagsmeriter utnämndes han 1724 till extra ordinarie kansliråd och insattes av kanslipresidenten Arvid Horn i den sekreta kommission, som valde de ärenden man ville hålla hemliga för kung Fredrik I. Som kansliråd föreslog han att Josias Cederhielm skulle få posten som ambassadör i Ryssland. Det gillade inte Horn, som alltmer började ta avstånd från holsteinska partiet. Horns politiska motdrag var att utse Tessin till svensk minister i Wien.

### Minister i Wien
Från sin position i Wien försökte Tessin korsa Horns planer på Sveriges anslutning till hannoverska alliansen, och då hans bemödanden blev fruktlösa, återvände han för att vid riksdagen 1726–1727 bekämpa Horns politik. Horn hade som synes bytt sida och stödde nu kungen. I kraft av sin nya styrka avskedade kungen Nicodemus Tessin den yngre, som sedan länge haft en framträdande roll i Justitierevisionen och ivrat för holsteinska partiet och en allians med Ryssland. Nicodemus Tessin var ju far till Carl Gustaf Tessin, som förgäves försökte hindra avsättningen. Partivälvningen medförde för honom själv att han uteslöts ur sekreta kommissionen och förlorade allt inflytande i Kanslikollegium. Han blev 1728 faderns efterträdare som överintendent, och företog 1728–1729 en ny utrikes resa, till Paris och tillbaka över London, delvis för slottsbyggnadens räkning.
1731 började han åter få inflytande på riksdagsärendena – han insattes åter i sekreta utskottet och förordnades av ständerna till direktör för Alingsås manufakturverk. Alingsås manufakturverk var ett textilmanufakturverk i Alingsås som hade grundats av Jonas Alströmer och det lades ner 1847. Redan hösten 1723 hade Jonas Alströmer från Holland lyckats införa några vävstolar, ull, färger och dylikt samt två brittiska arbetare. Följande vår kunde en ny sändning överföras, varefter arbetet började komma igång. Alströmer lyckades intressera politiskt inflytelserika personer som Carl Gyllenborg, Daniel Niklas von Höpken, Carl Gustaf Tessin med flera andra inom den krets som senare bildade hattpartiet, och med kung Fredrik I i spetsen som "guvernör" bildades en "societet" vars bolagsordning antogs 10 maj 1725. Vid 1734 års riksdag ur spillrorna av holsteinska partiet, började hattpartiet växa fram, och Tessin anslöt sig småningom till detta.
1735–1736 tjänstgjorde han som svensk minister i Wien och gjorde under denna beskickning även ett kortare besök i Italien. Efter återkomsten till Sverige kastade sig Tessin med iver in i den politiska kampen på Horns motståndares sida och uppställdes vid 1738 års riksdag som hattarnas kandidat till lantmarskalk. Ett mindre väl betänkt försök av drottning Ulrika Eleonora att hindra hans val gjorde hans seger ännu mera lysande. Den 20 maj 1738 sammanträdde ständerna. Riksdagen präglades av ett missnöje mot Arvid Horns försiktiga fredspolitik. Missnöjet ledde till bildandet av Hattpartiet som fick en bred majoritet i Riddarhuset. Det vanligtvis viktiga valet av lantmarskalk ledde till att Hattpartiets kandidat Carl Gustaf Tessin vann en stor seger. Som lantmarskalk bidrog han kraftigt till att mössrådet störtades, men då de segrande hattarna ville göra honom till riksråd och möjligen även till kanslipresident, avböjde han anbudet. Däremot mottog han av sekreta utskottet uppdraget att med den mest vidsträckta fullmakt resa till Paris för att utverka Frankrikes bistånd mot Ryssland. På utresan fick han därjämte som ambassadör göra ett kort besök i Köpenhamn för att söka vinna Kristian VI för en anslutning till Sverige och Frankrike.
17 mars 1735 antogs Carl Gustaf Tessin som den förste medlemmen av frimurarlogen Greve Wrede Sparres loge . Sammankomsten, vilken ägde rum i Stenbockska palatset, leddes av greve Axel Wrede Sparre.

### Ambassadör i Paris 1739-42
Som ambassadör i Frankrike 1739–1742, firade Tessin triumfer i Paris' salonger och konstnärskretsar, men visade sig i hög grad obetänksam som statsman. Han tog för givet att Frankrike var villigt att stödja ett svenskt revanschkrig mot Ryssland, och skapade genom sin diplomatiska oskicklighet ett ansträngt förhållande mellan länderna. Det trångmål, som hattarna därmed råkade i, skulle troligen även för Tessin ha kunnat medföra betänkliga följder, men utbrottet av österrikiska tronföljdskriget gav den svenska krigspolitiken vind i seglen, och därmed började Tessins stjärna åter stiga.
Frankrike beviljade stora subsidier. Tessin slöt 1741 ett förmånligt handelsfördrag med detta land; kriget mot Ryssland förklarades, och Tessin upphöjdes samma år frånvarande till riksråd  och fick av ständerna stora penningbelöningar, för att täcka de stora förluster ambassaden hade efter omfattande slöseri. Efter hemkomsten blev han 1742 rikskansliråd, men krigets olyckliga utgång framkallade kritik mot dess upphovsmän och den engelske ministern fördömt kriget i en inlaga till regeringen, nedlade Tessin 1743 rådsämbetet och begärde undersökning av sitt förhållande.
Följden blev ett berömmande utlåtande av sekreta utskottet och en uppmaning av ständerna till kungen att förmå honom kvarstanna i rådet. Då Adolf Fredriks val till tronföljare 1743 höll på att medföra krig med Danmark, sändes Tessin samma år dit som ambassadör och lyckades åstadkomma en uppgörelse, som för tillfället avvände krigsfaran och därmed befriade Sverige från behovet av Rysslands hjälp.

### Överstemarskalk hos Adolf Fredrik och Lovisa Ulrika
1744 hämtade han i Berlin Adolf Fredriks brud, Lovisa Ulrika. Genom sitt lysande uppträdande och sina vittra intressen slog Tessin i hög grad an på prinsessan, och själv blev han så intagen av hennes älskvärdhet, att Gustav III till och med påstått, att han var förälskad.
1745 blev han överstemarskalk vid det unga hovet, och tronföljarparets förklarade gunstling, och spelade första rollen i Lovisa Ulrikas glada och vittra hovliv. Denna vänskap medförde även politiska följder. Genom Tessin drogs Adolf Fredrik över till hattarna och råkade därför i spänt förhållande till sin förra beskyddarinna, kejsarinnan Elisabet. Ryssland sågs som ett hot, vilket föranledde åtskilliga hattar att tillmötesgå Lovisa Ulrikas, och de franska och preussiska hovens önskningar om en utvidgning av svenska konungamakten. Då Tessin varit det förnämsta verktyget för Adolf Fredriks omvändelse och säkerligen icke utan grund ansågs som prinsessans närmaste förtrogne med avseende på suveränitetsplanerna, blev han i högsta grad föremål för Elisabets hat. Hon manifesterade det genom att låta sin minister Johan Albrecht von Korff officiellt varna Adolf Fredrik för Tessin.

### Kanslipresident och guvernör för prins Gustav (III)
Då begärde denne en undersökning av sin ämbetsförvaltning och att tillsvidare få utträda ur rådet. Han förmåddes dock att kvarstå. Men då han samma år utsågs till kanslipresident, efter Carl Gyllenborg, vägrade han mottaga förtroendet för att inte alltför mycket utmana Ryssland. Som rikskansliråd fortfor han ändå att sköta den tills vidare obesatta kanslipresidentsysslan.
Nya hotelser från Ryssland föranledde honom att 31 mars 1747 efter ett långt försvarstal för sig själv i ett särskilt sammankallat plenum plenorum begära befrielse även från kanslirådsbefattningen, men han lät sig övertalas att kvarstå.
Som chef för kansliet kom han även att leda rättegången mot Alexander Blackwell, vid vilket tillfälle han lät förleda sig till en ganska upprörande grymhet.
16 juni samma år tillät sig von Korff, denna gång hos regeringen, ett nytt anfall på Tessin. Men hattarna hade då befäst sin makt, och betygade Tessin sitt förtroende, varefter denne mottog kanslipresidentskapet. Omedelbart därefter utsågs han av riksdagen enligt tronföljarparets önskan till guvernör för prins Gustav (sedermera Gustav III). Fastän denna befattning endast varade under Gustavs barndom, utövade Tessin mycket inflytande på sin lärjunge. Under Tessins kanslipresidentskap infördes (1748) ordensväsendet i Sverige, sannolikt på hans initiativ. 1749 underskrevs en vänskapspakt mellan Danmark och Sverige. Pakten beseglades genom prins Gustavs förlovning med danska prinsessan Sofia Magdalena – båda fyllda tre år.

### Brytningen med kungafamiljen
På grund av detta kom Lovisa Ulrika att häftigt ogilla Tessin. Missmodig frånträdde Tessin på Adolf Fredriks kröningsriksdag kanslipresidentskapet, 1752. Han erhöll därvid visserligen på kungens förslag livstids förläning för sig och sin hustru på Läckö kungsgård, men om han hoppades, att hans avgång skulle medföra en försoning, bedrog han sig. Efter ett häftigt uppträde med kungen och drottningen lämnade han 30 januari 1754 även guvernörskapet och överstemarskalksämbetet. Då ständerna 1756 godkände den förra avsägelsen, lät de honom behålla lönen som pension för sig och sin hustru.
Trots pensionen var Tessins affärer nu i ohjälplig förvirring. Redan 1746 hade han måst sälja sitt myntkabinett till Lovisa Ulrika. 1757 såldes hans bibliotek till kronprinsen; handteckningarna övertog konungen, och naturaliekabinettet gick 1762 till Danmark. Nedtryckt av ekonomiska bekymmer och av grämelse över förlusten av hovgunsten, drog han sig alltmer undan det offentliga livet till sin egendom Åkerö, i Södermanland, och sedan han 1761 fått en skrapa av ständerna för sin medverkan till Sveriges inblandning i Sjuåriga kriget, avsade han sig samma år rådsämbetet, men fick lönen i pension. Samtidigt, avgick han även från kansleriatet för Åbo universitet, som han beklätt sedan 1745.

### Åkerö som sommarslott

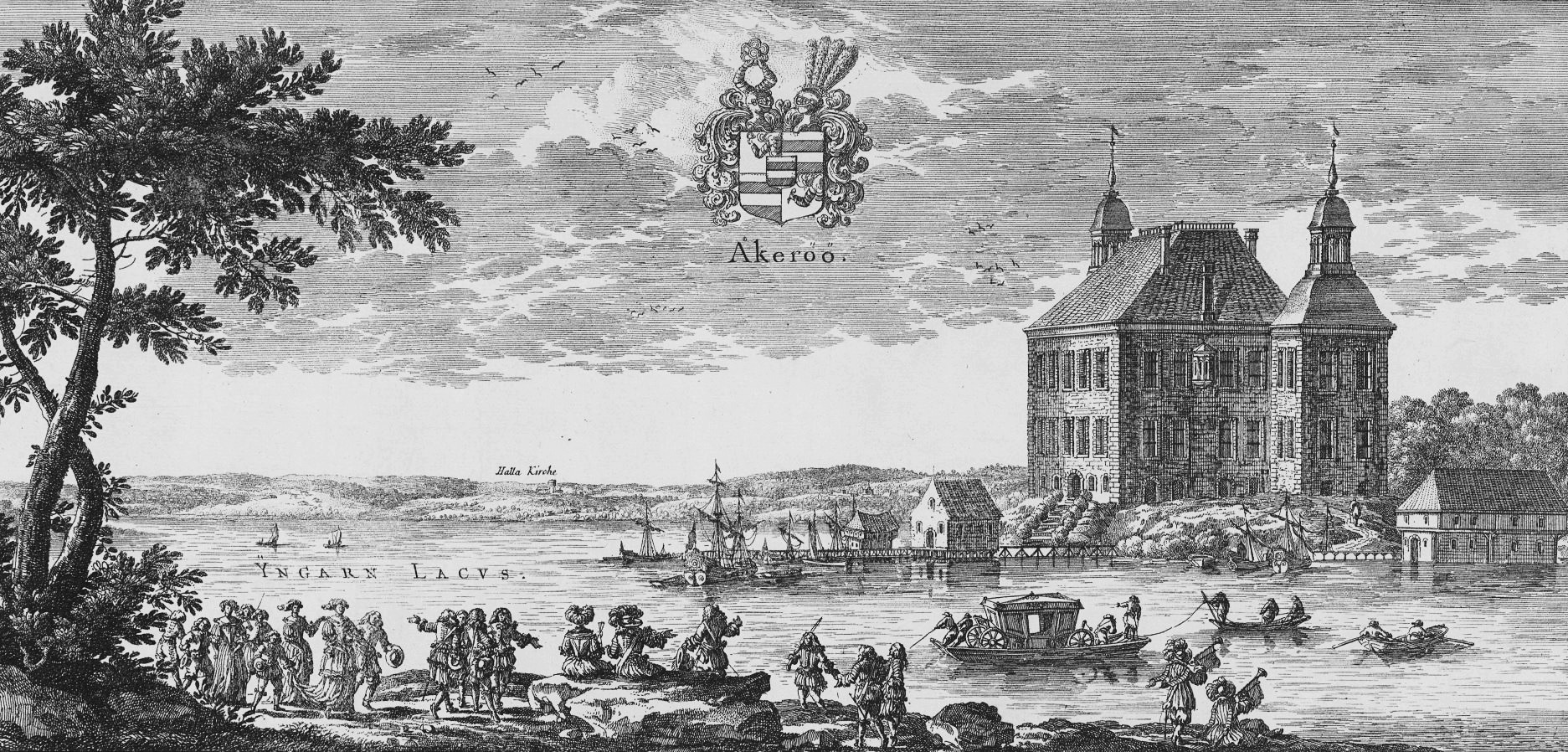
Åkerö gamla slott i Sueciaverket, omkring 1680.

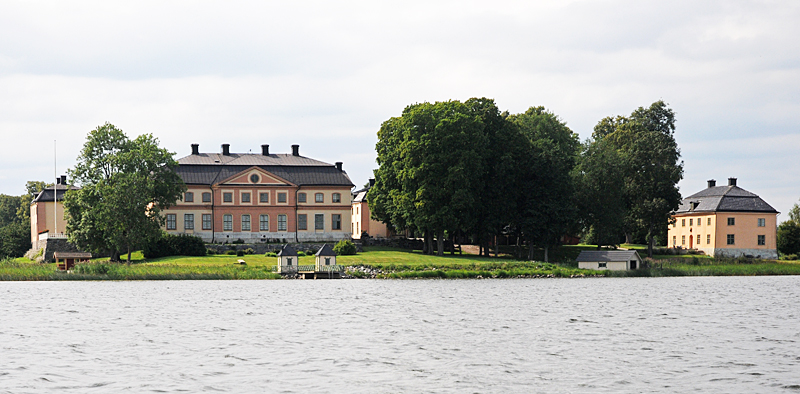
Tessins Åkerö slott sett från sjön Yngaren.

År 1748 köpte Carl Gustaf Tessin och hans grevinna Ulla Sparre godset Åkerö i Bettna socken i Sörmland för att ha ett vackert ställe att dra sig tillbaka till. Det tidigare stenhuset med torn hade uppförts av ätten Bielke, men det hade blivit skadat av en brand 1660 och revs 1749. Nu skulle det ersättas av en elegant och bekväm herrgård i den franska smaken. Byggnaden stod färdig 1759 och den präglas av en förening av det eleganta och det praktiska. Bostadsrummen förlades till bottenvåningen och man byggde endast en lägre gästvåning en trappa upp. Till sitt sommarslott med förslag till överljus i gästrumskorridoren och toalettrum i modern mening, det var så kallade "lieus" (ställen). Att han skulle ansluta till det franska bostadsskicket och leva i bottenvåningen var självklart. Detta ångrade han emellertid bittert, när fukt och mögel tärde på hans hälsa.

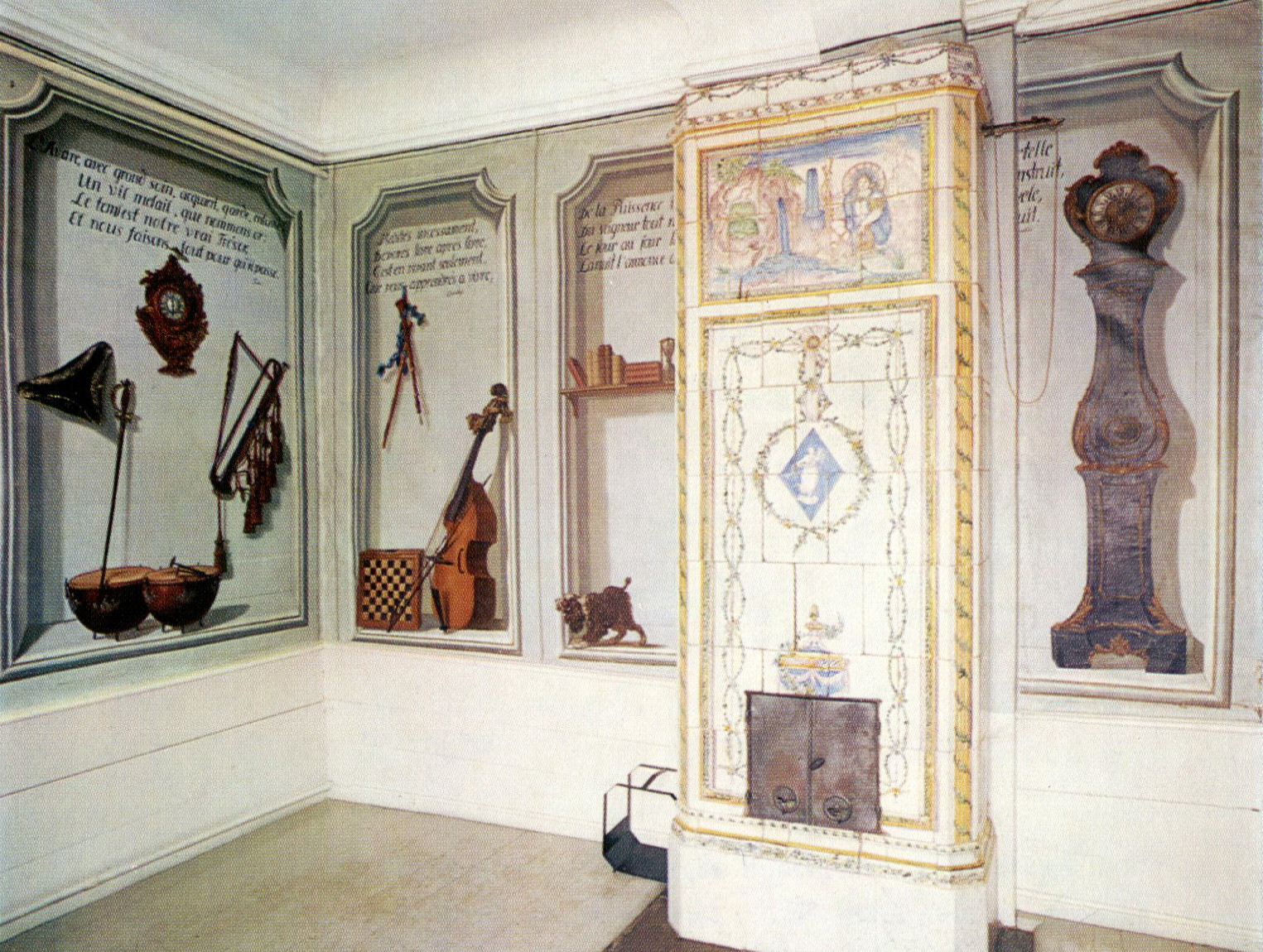
Åkerö slott, tapeter i trompe l'œil-stil i det största rummet i norra flygeln är utförda av hovmålaren Johan Pasch (1758).

Tessin ritade själv flygelbyggnaderna i två våningar. Den södra flygeln skulle användas för kök och den norra flygeln för bibliotek med en timrad vinterbostad för honom själv i övervåningen. Av brandskäl lade han här in golv av tegel. Väggmålningarna som finns i denna södra flygel idag är de med trompe l'œil-motiv av Tessins husmålare Olof Fredsberg, vilka från början målades för Läckö slott, som Tessin hade dispositionsrätt till. Huvudingången är vid huvudfasaden och den är sidoställd och den har av symmetriska krav fått en blindportal som pendang i andra änden av huset. Tessin kallade 1500-talsborgen Åkerö för "Det stora fladdermusnästet", när han och hans grevinna köpte godset.
Under återstoden av 1700-talet var det Åkerö som angav tonen för sörmländska herrgårdar. Byggnaden hade brutet tak och bottenvåningen hade rusticerade och enkla putsfasader, som var väl proportionerade. 1758 och några år framåt fick den nyblivne hovintentendenten Johan Pasch i uppdrag av Carl Gustaf Tessin på Åkerö att måla trompe l'œil-arbeten. Ursprungligen var dessa målningar avsedda för Läckö slott. Tapetsviten i det största rummet i norra flygeln utfördes av Johan Pasch redan 1753 för Läckö slott, som förlänats Tessin som arrende, och de flyttades sedan de suttit i Tessinska palatset i Stockholm till Åkerö efter Tessins död 1770. Temat för den illusionistiska tekniken var "en ostädad sal". På Åkerö slott utförde han tapetmålningar i väggfälten i illusionsskapande perspektivmålning av i Sverige tidigare inte skådat slag. Genom sina goda kontakter till Tessin fick han också utföra betydelsefulla arbeten i Tessinska palatset i Stockholm. Johan Pasch var den ledande dekorationsmålaren i Sverige under rokokons period.
Det stora samlingsrummet i slottet var stensalen, som byggdes med mönstrat marmorgolv i svart och vitt och med väggmålningar efter förlaga av den franske målaren Louis-Joseph Le Lorrain. Tessin menade själv, att huvudmotivet föreställande Alexander den store uppsöker filosofen Diogenes inte hade något att göra med hans egen relation till den svenske kungen. Den ståtliga stensalen hade äkta marmorgolv och målade kolonner och skulpturer. Detta var ett ideal snarare från Nicodemus Tessin den yngres tid än från den annalkande nyantiken. Vestibulen i sommarslottet är utomordentligt vacker genom sin prägel av en parisiskt svängd trappa med smidesräcke. Några av rummen är intima med den franskinspirerade rokokon utvecklad till sin höjdpunkt. Under senare år har huvudbyggnadens vita putsfasad putsats om med rusticerande partier i gulrött. I parken vid Åkerö står Åkeröäpplets stamträd ännu kvar. Man tror att det kommer från ett parti fruktträd som Tessin köpte från Nederländerna 1759.

### Tessins sista år
Mössornas seger fullbordade hans ruin, i det att ständerna 1766 indrog guvernörspensionen och nedsatte rådspensionen. Dock misslyckades prästeståndets försök att beröva honom även Läckö. I denna nöd kom Frankrike honom till hjälp med en pension, och han blev därigenom i stånd att behålla sitt kära Åkerö. Hans sinnesstämning blev nu allt bittrare, och 1768 rågades måttet av hans sorger genom hans makas (Ulla Sparre) död. En ljusning blev dock hans forne lärjunge kronprins Gustavs tacksamhet. Denne ordnade en försoning mellan Tessin och konungaparet, som 1769 besökte honom på Åkerö. 1769 års riksdag återgav Tessin största delen av de indragna pensionerna. Innan beslutet härom hunnit expedieras, hade Tessin redan avlidit.
Tessin var kommendör av Serafimerorden, kommendör av Svärdsorden, kommendör av Nordstjärneorden, riddare av Svarta örns orden. Han är begravd i Bettna kyrka.

## Eftermäle
Tessin var hattpartiets mest representativa personlighet. Till hela sitt skaplynne påminde han starkt om hattpolitikens föregångare Magnus Gabriel De la Gardie, och trots en viss ytlighet, som särskilt framträdde i en stark fåfänga, måste han på grund av mångsidigheten och det lysande i sin begåvning räknas till vår historias märkligare personligheter. Han var inte som fadern och farfadern en skapande konstnär, men har på den svenska konstens utveckling utövat det mest djupgående inflytande. Som överintendent hade han högsta ledningen vid utförandet av Stockholms slott, och det var närmast för att utbilda dugliga krafter för arbetet på detta, som han 1735 lade grunden till Kungliga Akademien för de fria konsterna (då kallad kungliga Ritarakademien). Han samlade, särskilt under sin ambassad till Paris, en mängd dyrbara tavlor samt gravyrer och handteckningar (ur Crozatska samlingen), av vilka de flesta sedermera kommit till Nationalmuseum.
Med konstsinnet förenade han den finaste världsvana och de mest lysande sällskapstalanger. Av franske memoarförfattaren d'Argenson kallades han "den svenske Lucullus", och han uppges ha varit modellen till den "världsman", som Goethe låtit framskymta i sin Wilhelm Meister (episoden "En skön själs bekännelse"). Hans intresse för vetenskapen var inte bara gynnarens, utan han var själv en verklig polyhistor, och på Läckö upprättade han ett dyrbart naturaliekabinett, som Linné 1753 beskrev i "Museum Tessinianum".
Även inom vitterheten intar han ett framstående rum. Han är en av de främsta representanterna för den då rådande franska smaken och bildningen och har författat en mängd fabler och "contes" på mönstergill franska. Han månade om modersmålet och ivrade varmt för dess förädling och rening och har på det kraftigaste medverkat till frihetstidens största litterära bragd: skapandet av en klassisk svensk prosastil. Vid sidan av Anders Johan von Höpken var han sitt tidevarvs största svenska vältalare, och om denne överträffade honom i djup, var Tessin mera lysande. "Han är grundläggare af den vältalighetsskola, som blomstrade under den gustavianska tiden och som ännu hos oss räknas såsom akademisk" (Karl Johan Warburg). Det vittra intresset och de många resorna resulterade också i en mycket omfattande boksamling, vilken såldes till kronprins Gustav 1757. Tessin byggde sedan upp ytterligare ett bibliotek på Åkerö.
Tessin bidrog mycket till Carl von Linnés framgång och erkännande. Han hjälpte honom till avlönade befattningar i Stockholm och gav honom både bostad och underhåll i sitt hem, Tessinska palatset. Tessins intresse för Linné fortsatte hela livet igenom. Linné visade ofta sin tacksamhet mot Tessin, som "uppdragit honom ur hans medfödda armod". Han försäkrade: "Mina barn skola därföre prisa Ers Excellens’ stoft, så länge de få vara på jordskorpan." På dödsbädden mottog Tessin denna hälsning i ett brev från den åldrande vetenskapsmannen: "Mitt hjärta skall brinna av tacksamhet, så länge varm blod rinner i mina ådror, och fast jag ej kan mer, skall jag dock läggas i graven med den uppriktigaste och djupaste tacksamhet, som någonsin ett barn kan bära mot sin huldaste fader."

## Porträttgalleri

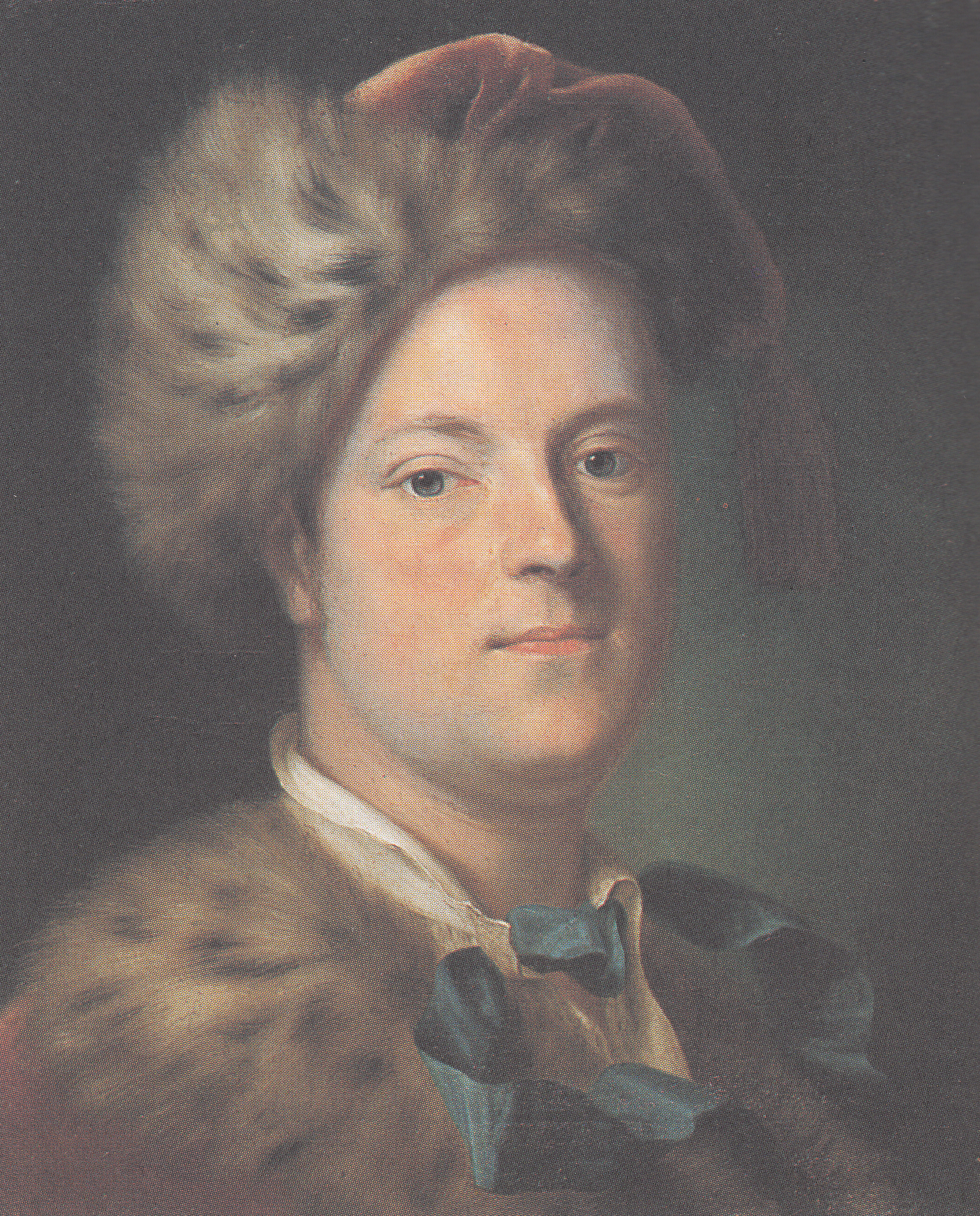
Carl Gustaf Tessin, porträtt målat 1726 i Wien av Andreas Möller (Andreas Møller) (1684-ca 1762). Jämför utförandet med Carl Rudenschölds porträtt.
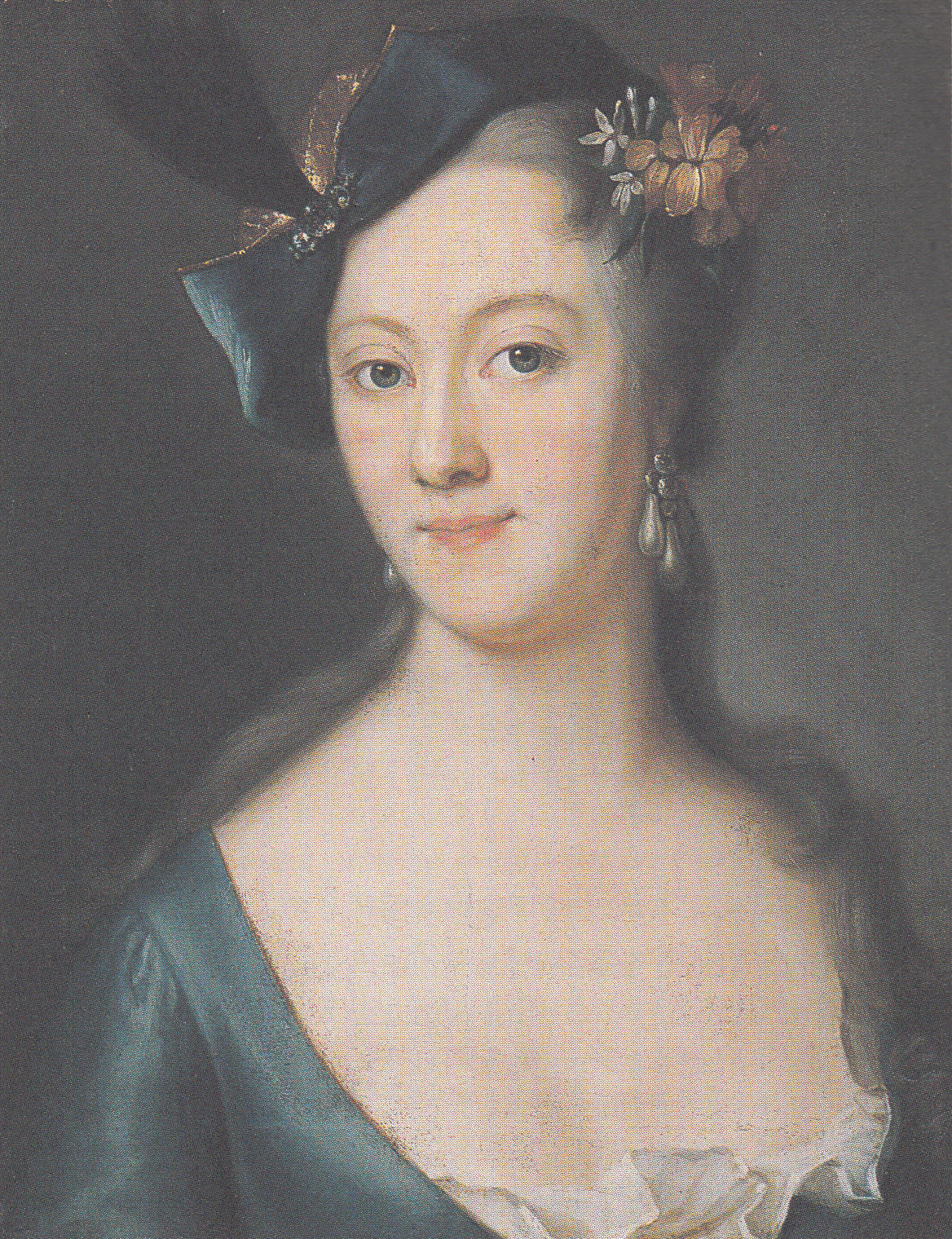
Ulla Tessin, hustru till Carl Gustaf Tessin, porträtt målat 1736 i Wien av Andreas Möller (Andreas Møller) under Tessins beskickning.
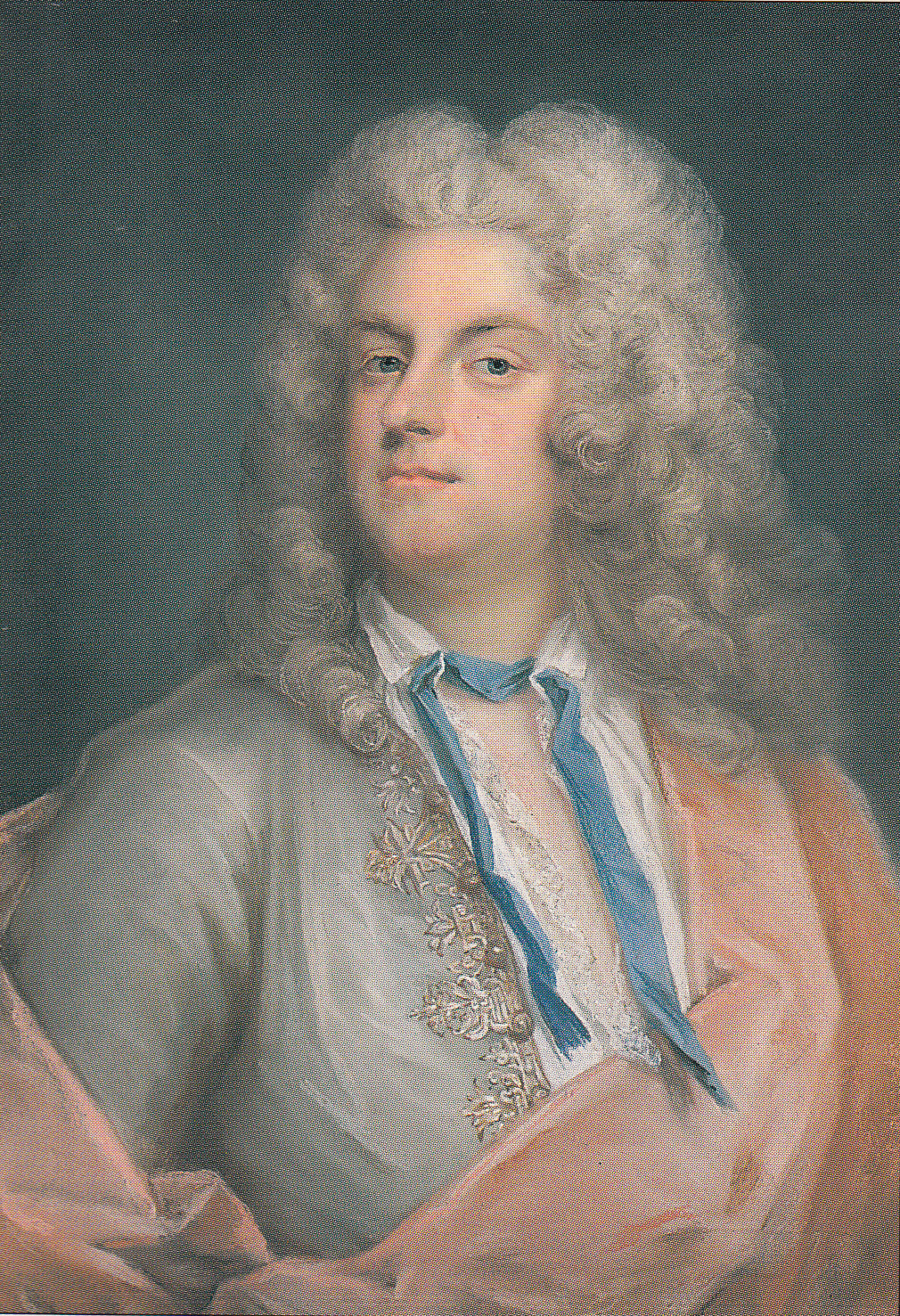
Carl Gustaf Tessin, porträtt målat i pastell 1728 i Paris av Gustaf Lundberg.
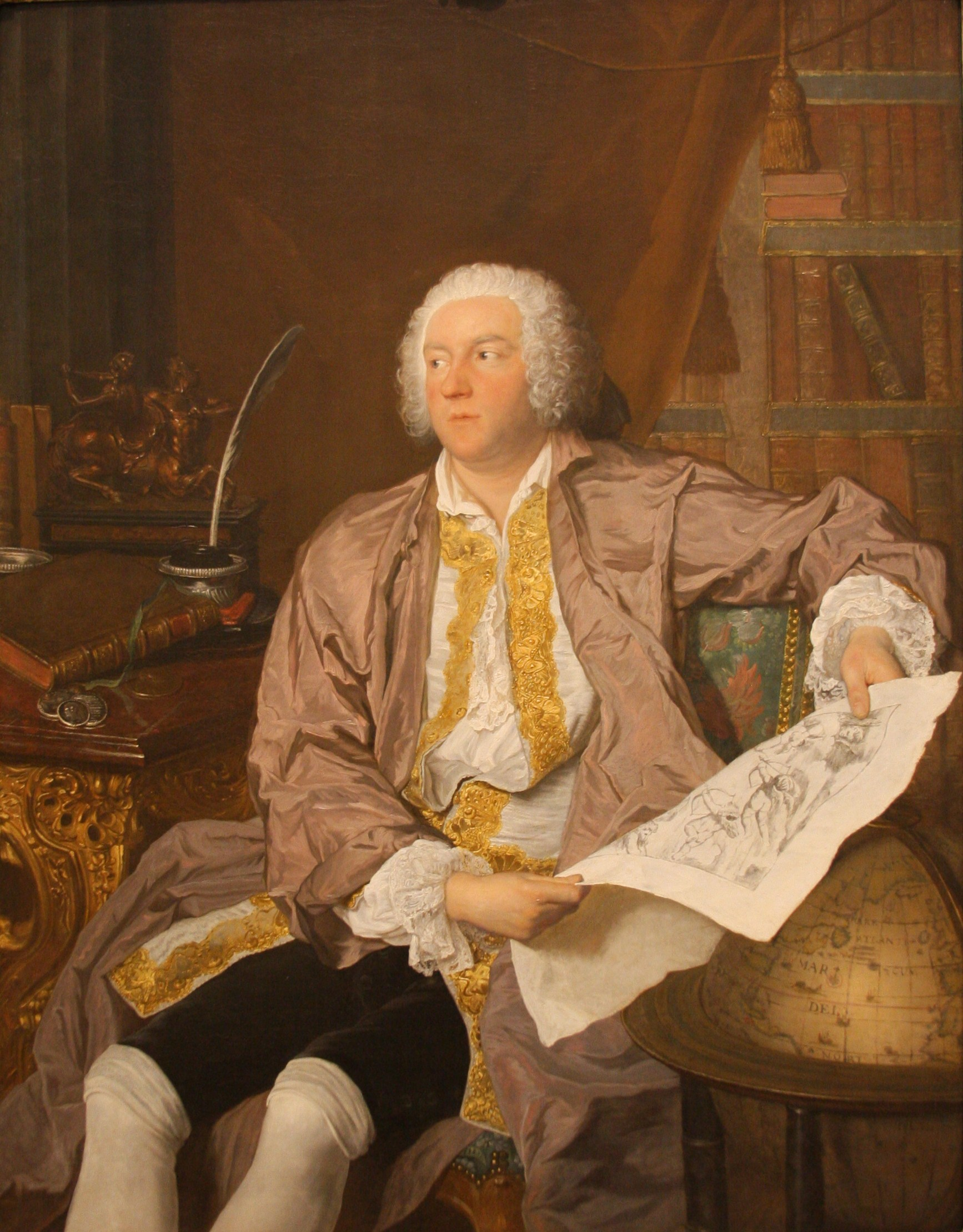
Carl Gustaf Tessin, målat i Paris 1741 av Jacques-André-Joseph Aved. Nationalmuseum, Stockholm.
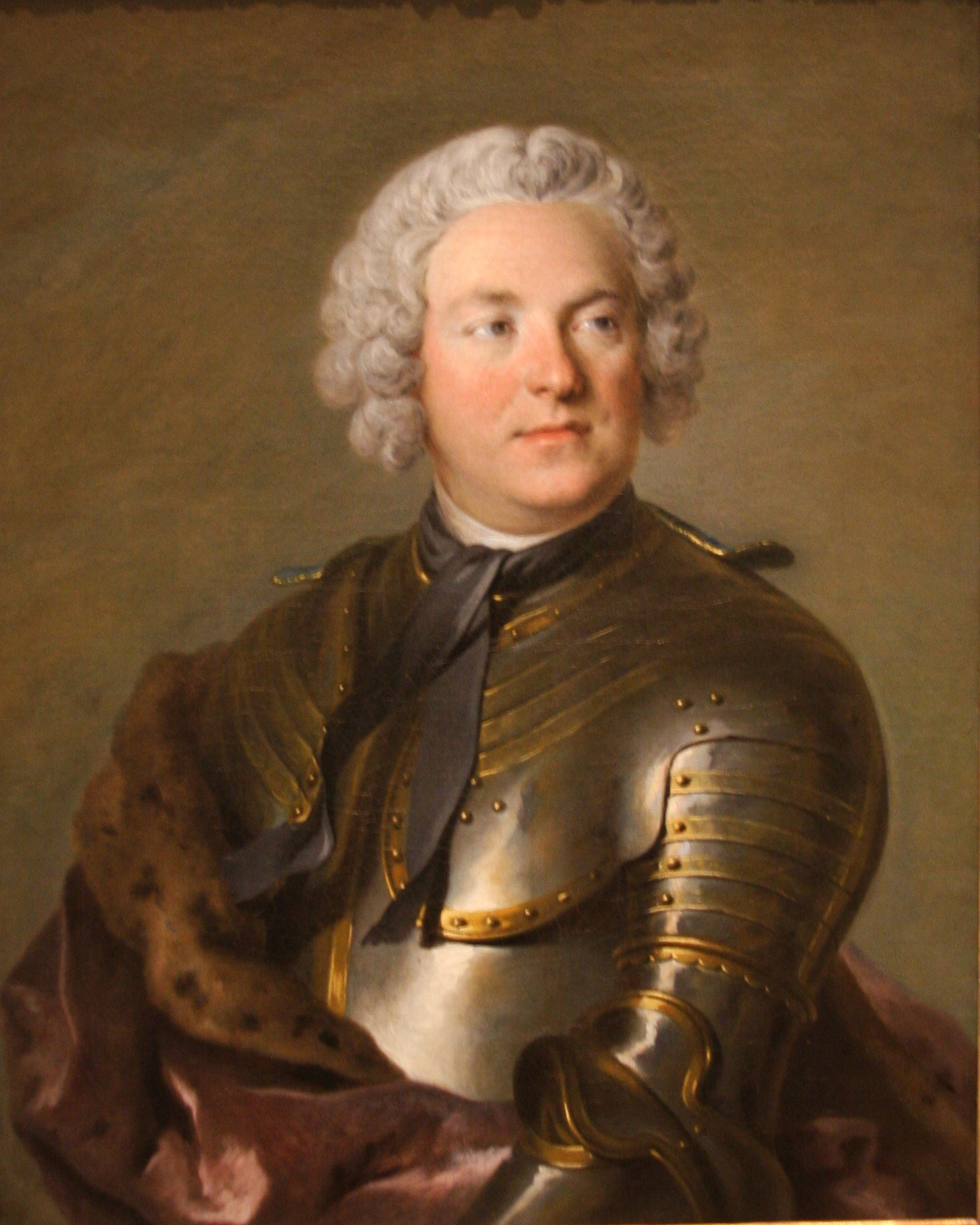
Carl Gustaf Tessin, porträtt målat i Paris 1741 av Louis Tocqué. Nationalmuseum, Stockholm.
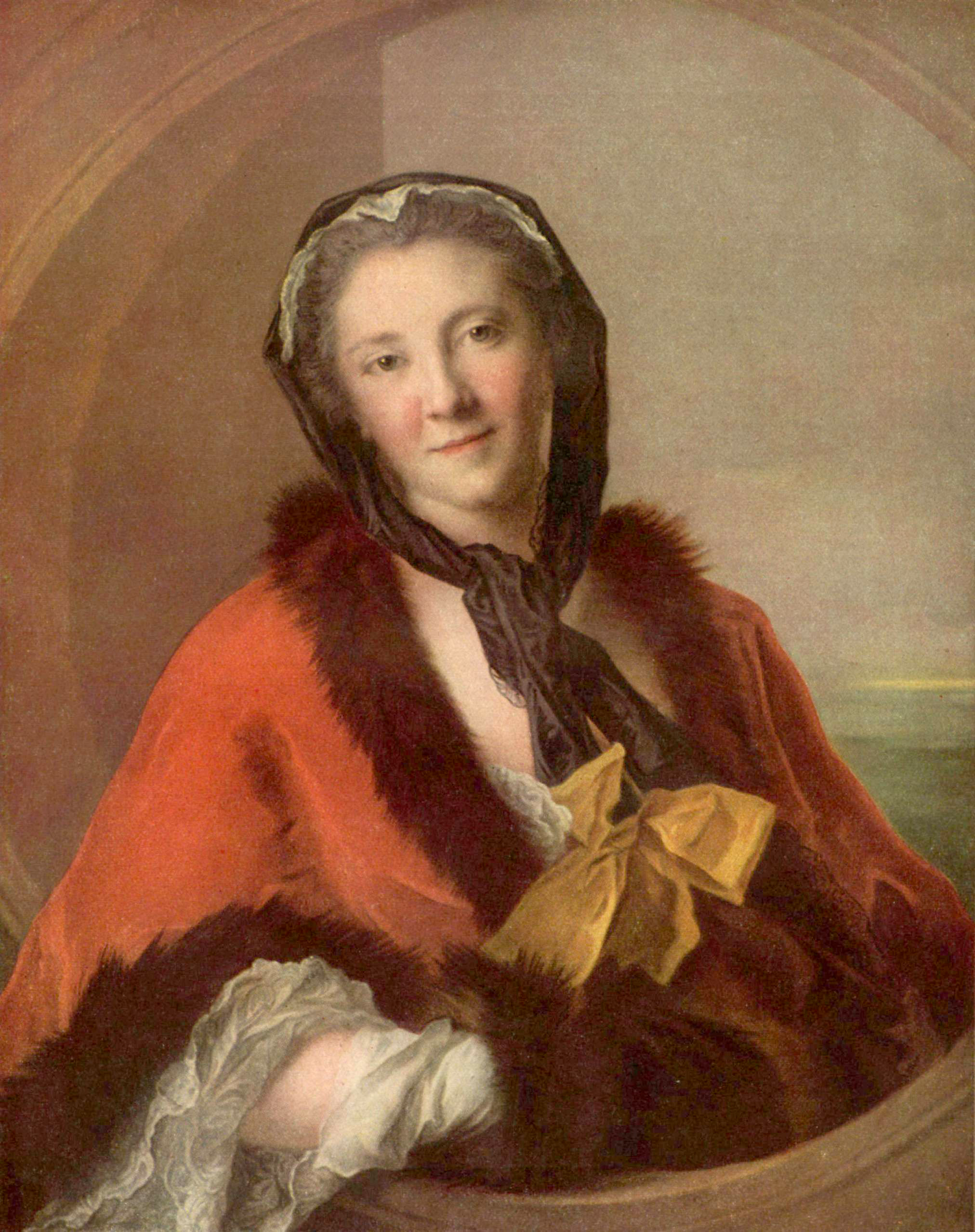
Ulla Tessin, porträtt målat i Paris 1741 av Jean-Marc Nattier. Louvren.
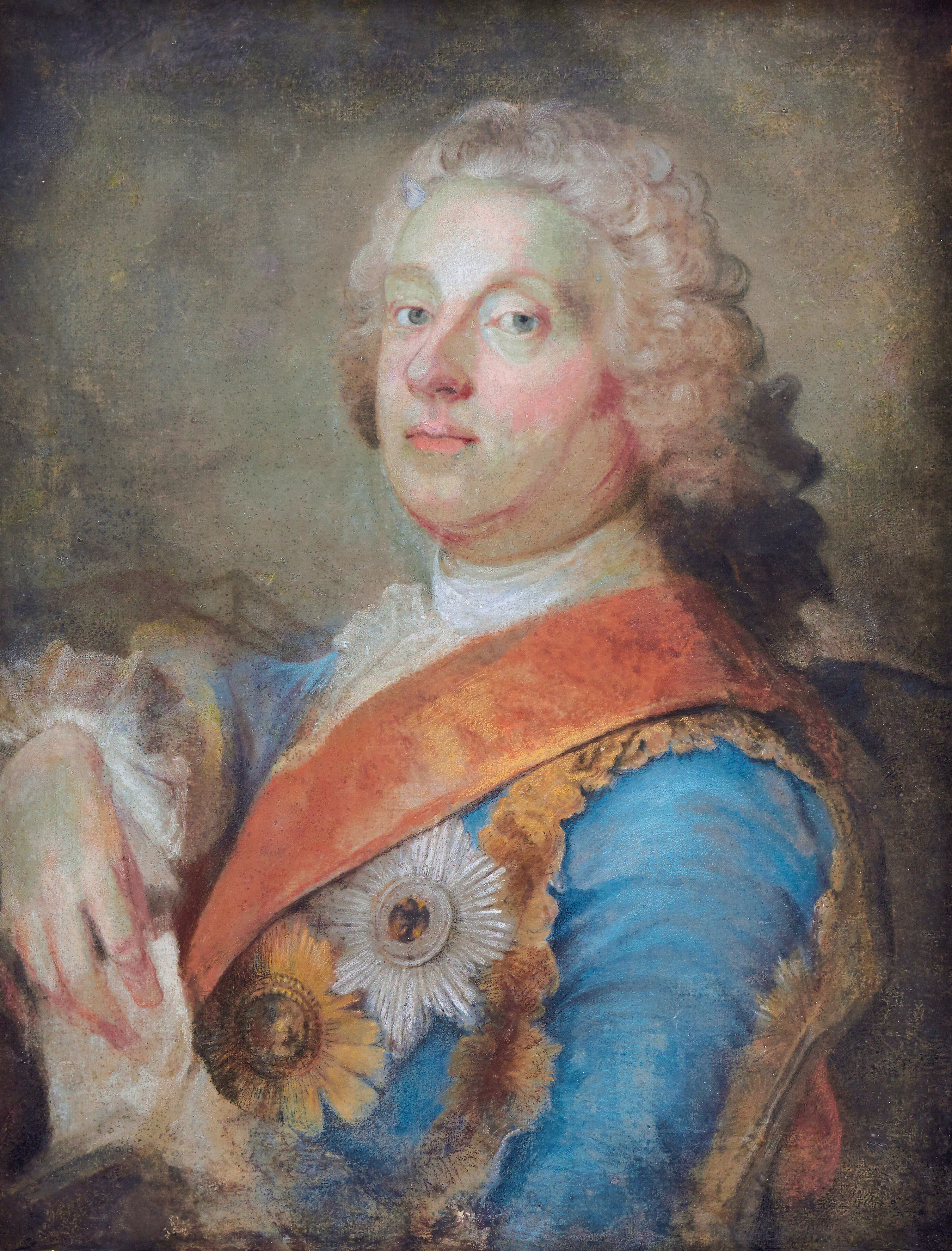
Carl Gustaf Tessin, porträtt målat i pastell 1746 av Gustaf Lundberg. Tessin bär den Preussiska Svarta örns ordens kraschan på bröstet.
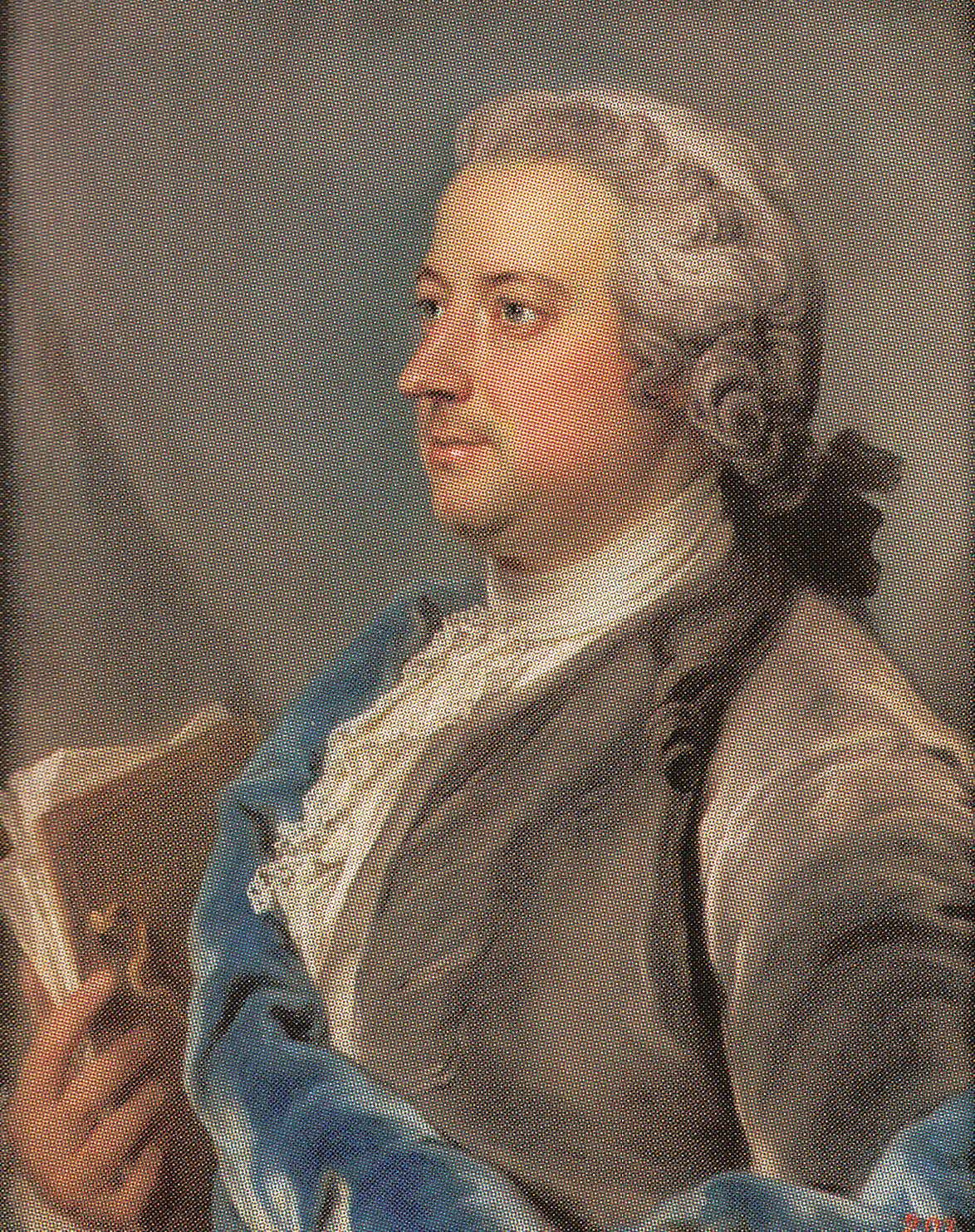
Carl Gustaf Tessin, porträtt målat i pastell 1747 av Gustaf Lundberg.
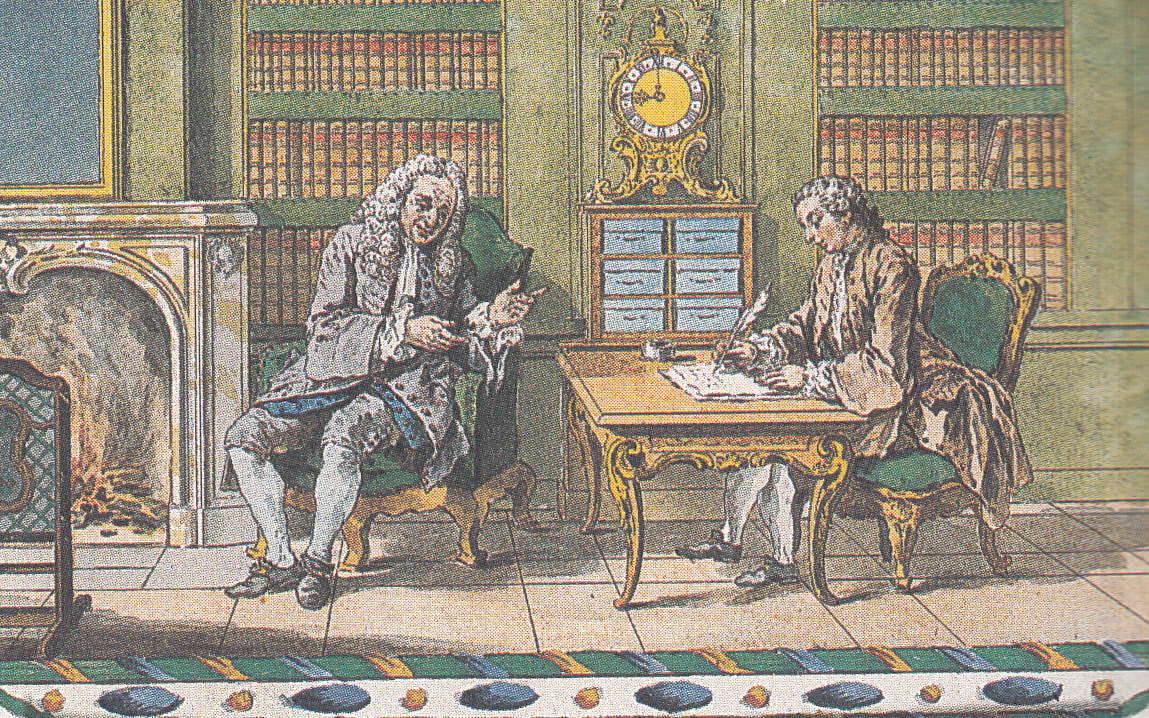
Bokillustration: "Den gamle (Carl Gustaf Tessin) och hans sekreterare" målat 1763 på Åkerö av Olof Fredsberg.
Porträtt av Carl Gustaf Tessin iklädd Serafimerordens ordensdräkt, samt bärandes dess ordenskedja runt halsen. Oljemålning av Jakob Björck. Nationalmuseum, Stockholm.
Porträtt av Carl Gustaf Tessin iklädd riksrådsdräkt med Serafimerordens kedja samt Nordstjärneordens kommendörskors runt halsen. Oljemålning av Olof Arenius. Nationalmuseum, Stockholm.

## Verklistor

### Ur Tessins konstsamling
- Venus triumf är huvudnumret i Tessins samling, ett av François Bouchers allra främsta verk. Det är, i rokokons anda, en hyllning av kvinnlig fägring och av erotisk attraktion. Tessin hade förvärvat det direkt i konstnärens ateljé. Målningen förvärvad till Nationalmuseum, Stockholm,  1749 från Carl Gustaf Tessin.
- Taxen Pehr med jaktbyte av Jean-Baptiste Oudry, som hade specialiserat sig på bilder med jaktmotiv och utnyttjades för att göra förlagor åt de kungliga tapetväverierna i Beauvais och Les Gobelins. Detta är ett porträtt av Tessins tax Pehr som stolt poserar framför sitt byte. Förvärvad av Nationalmuseum 1749 från Carl Gustaf Tessin.
- Stilleben med hare och kopparkittel av Jean-Baptiste Siméon Chardin representerar den borgerliga traditionen i franskt 1700-talsmåleri. Hans stilleben är flärdlösa men karakteriseras av stor sinnlighet såväl i skildringen av motivet som i behandlingen av färgytan med dess vibrerande rikedom av mestadels oblandad färger. Målningen förvärvad till Nationalmuseum 1749 från Carl Gustaf Tessin.
- Skridskon bindes av Nicolas Lancret, han var en efterföljare till Watteau men ersätter dennes fantasivärld med mer verklighetsförankrade skildringar ur den franska överklassens liv. Målningen förvärvad 1749 av Carl Gustaf Tessin.
- Paris dom av Noël-Nicolas Coypel, målningen inköpte Tessin vid sitt besök i Paris 1728. Den representerar den höviska rokoko som då dominerade i Paris' salonger. Inköp till Nationalmuseum 1749 förvärvad från Carl Gustaf Tessin.
- Silverterrin med persikor av François Desportes, signerad, olja på duk, 91 × 18 cm. För François Desportes var stillebenmåleri en specialitet, han hade framför allt tagit lärdom av flamländska stillebenmålare. I stället för deras rika barockkomposition har han en sträng av koloristiskt återhållen stil. François Desportes demonstrerar en imponerande virtuositet. Inköp av Nationalmuseum efter förvärv 1749 från Carl Gustaf Tessin. På Louvren finns av honom ett stort antal jaktbilder och stilleben samt ett självporträtt som jägare. Till Sverige kom genom Carl Gustaf Tessin fem typiska tavlor av Desportes, som idag finns på Nationalmuseum.
- Fyra huvudstudier av ung kvinnan av Antoine Watteau, svart, röd och vit krita, 34 × 24,5 cm. Antoine Watteau utförde stora mängder teckningar, liksom denna teckning. Han tecknade oftast efter modell och använde dem sedan, ofta flera gånger som underlag för sina målade fantasikompositioner. Teckningen förvärvades till Nationalmuseum 1749 från Carl Gustaf Tessin.

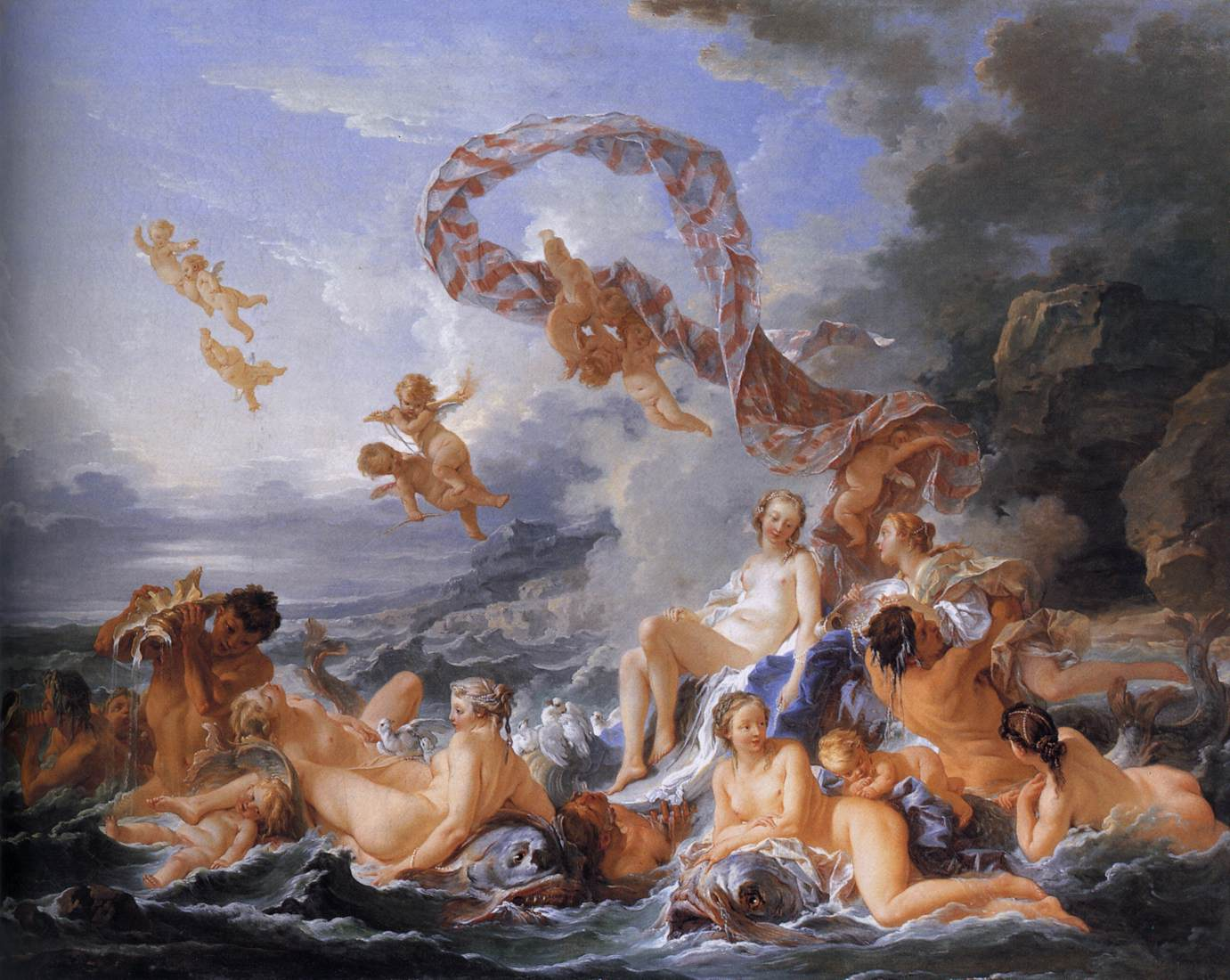
François Boucher: Venus triumf. Signerad och daterad Paris 1740, olja på duk, 130 × 162 cm. Nationalmuseum, Stockholm.
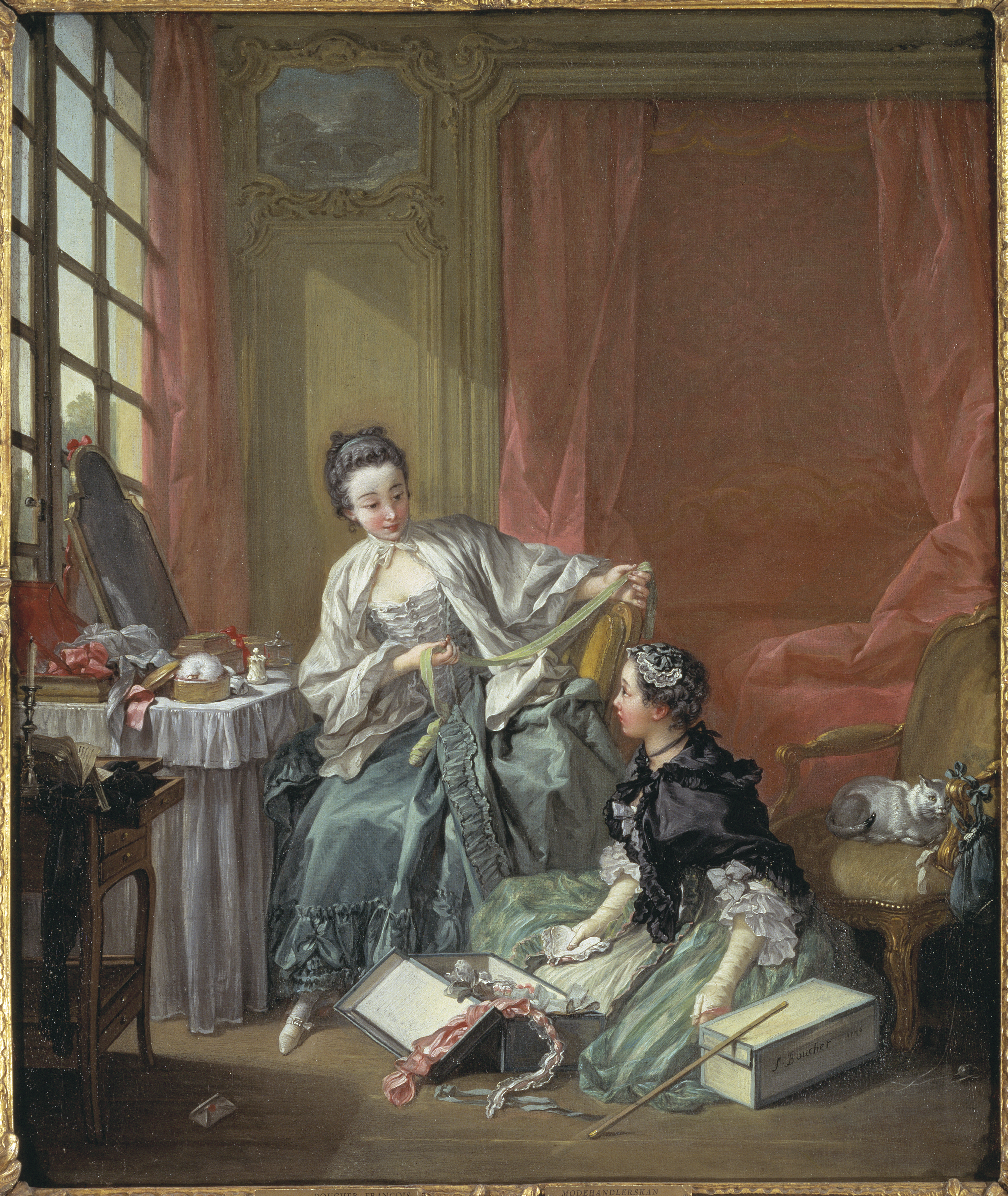
François Boucher: Modehandlerskan. Paris 1740. Nationalmuseum, Stockholm.
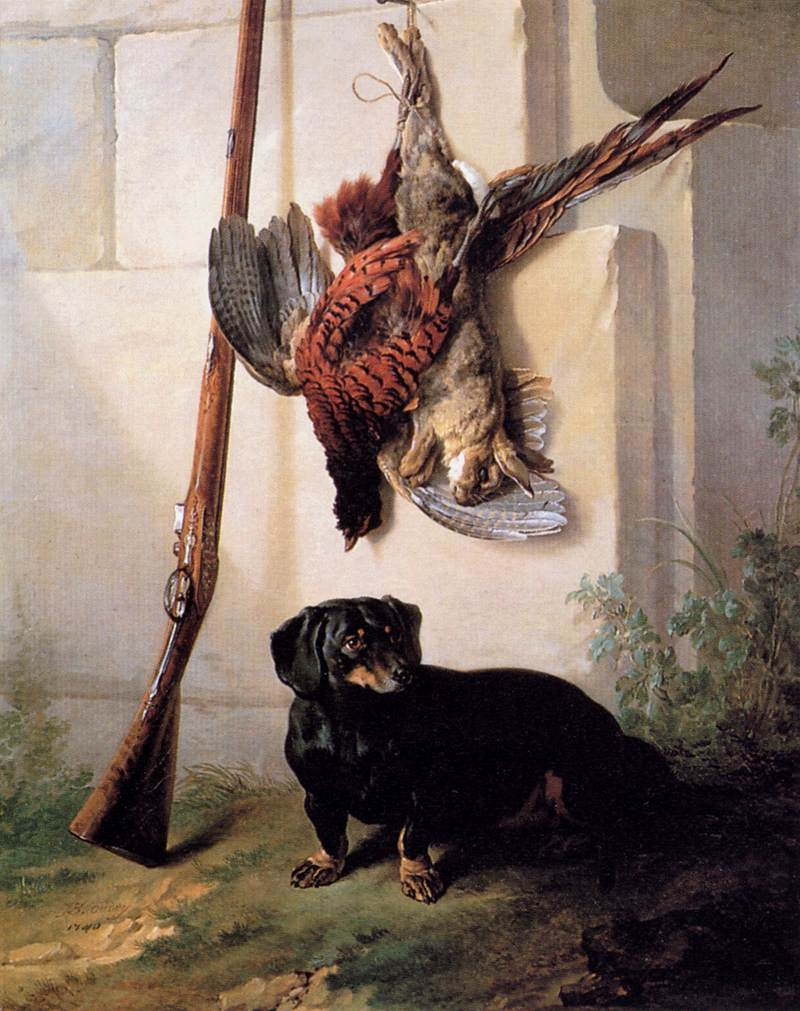
Jean-Baptiste Oudry: Tessins tax Pehr, alternativt Taxen Pehr med jaktbyte, signerad och daterad Paris 1740, olja på duk, 135 × 109 cm. Nationalmuseum, Stockholm.
Jean Siméon Chardin: Kanin och kopparkittel alternativt Stilleben med hare och kopparkittel, signerad, olja på duk, 69 × 50 cm. Nationalmuseum, Stockholm.
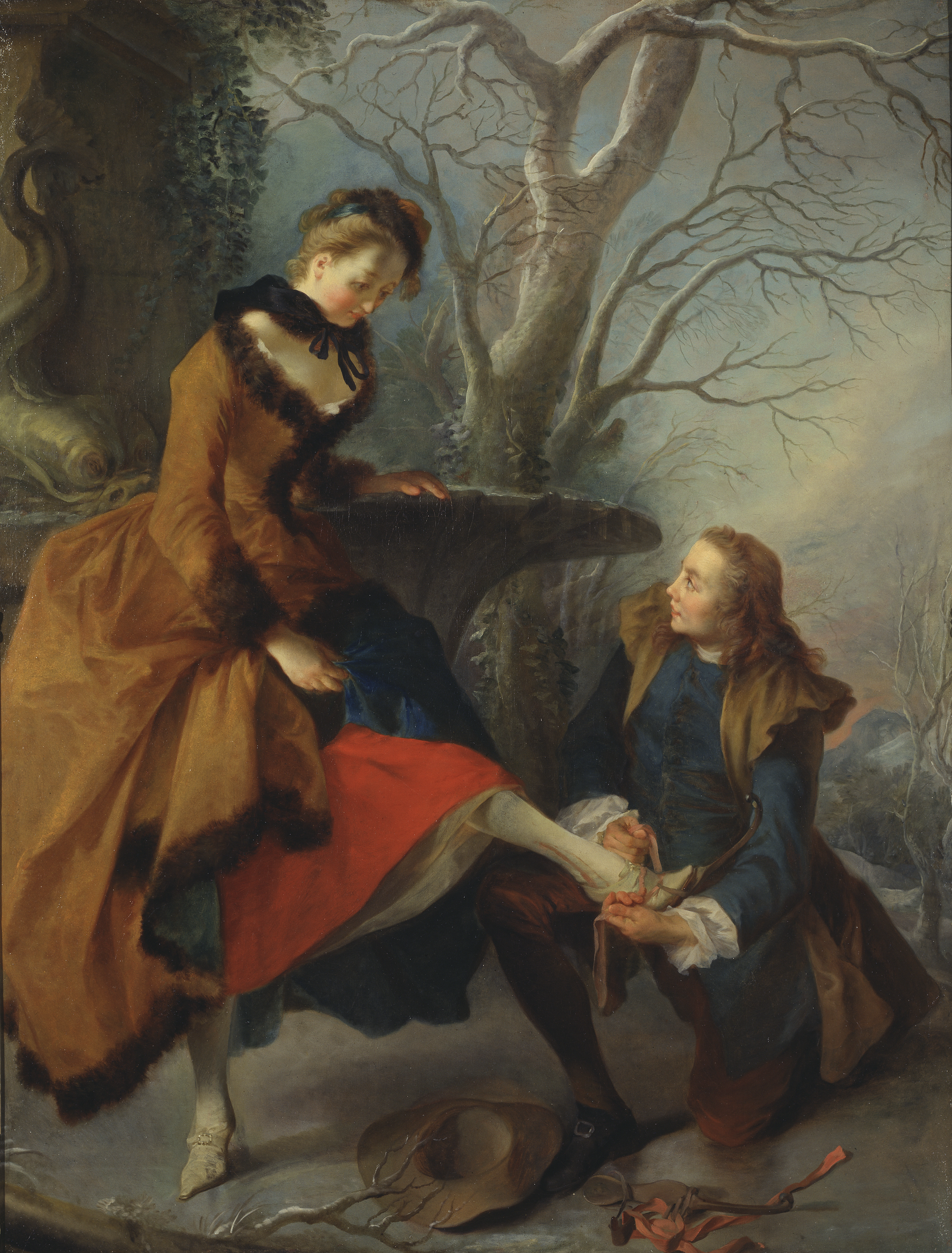
Nicolas Lancret: Skridskon bindes, olja på duk, 138 × 106 cm. Nationalmuseum, Stockholm.
Noël-Nicolas Coypel:Paris dom, signerad och daterad 1728, olja på duk, 101 × 82 cm. Nationalmuseum, Stockholm.

### Egenhändiga skrifter utom småskrifter

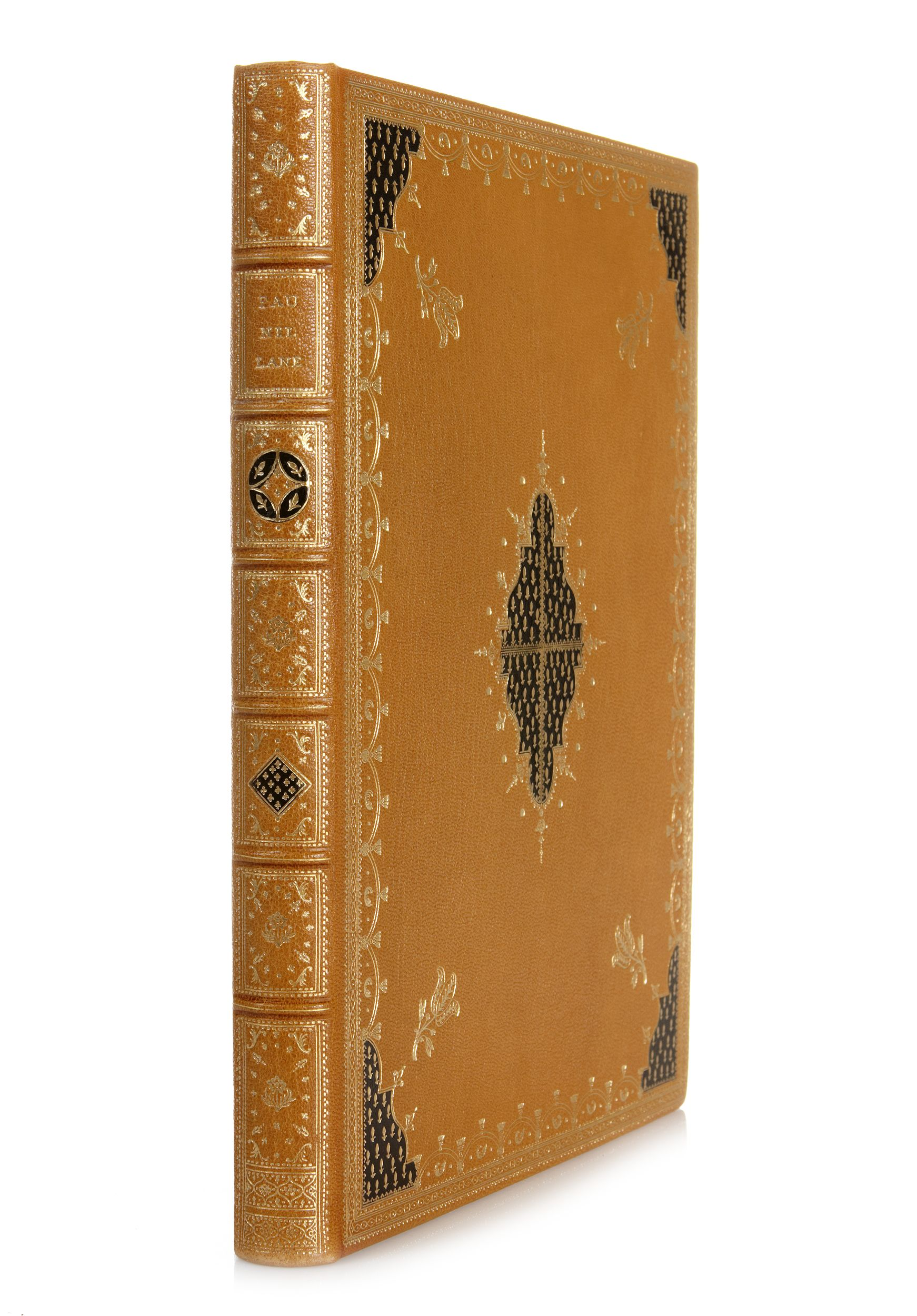
Faunillane 1741. Tessins ytterst exklusiva och påkostade fé-saga, ursprungligen tryck i bara 3 ex.
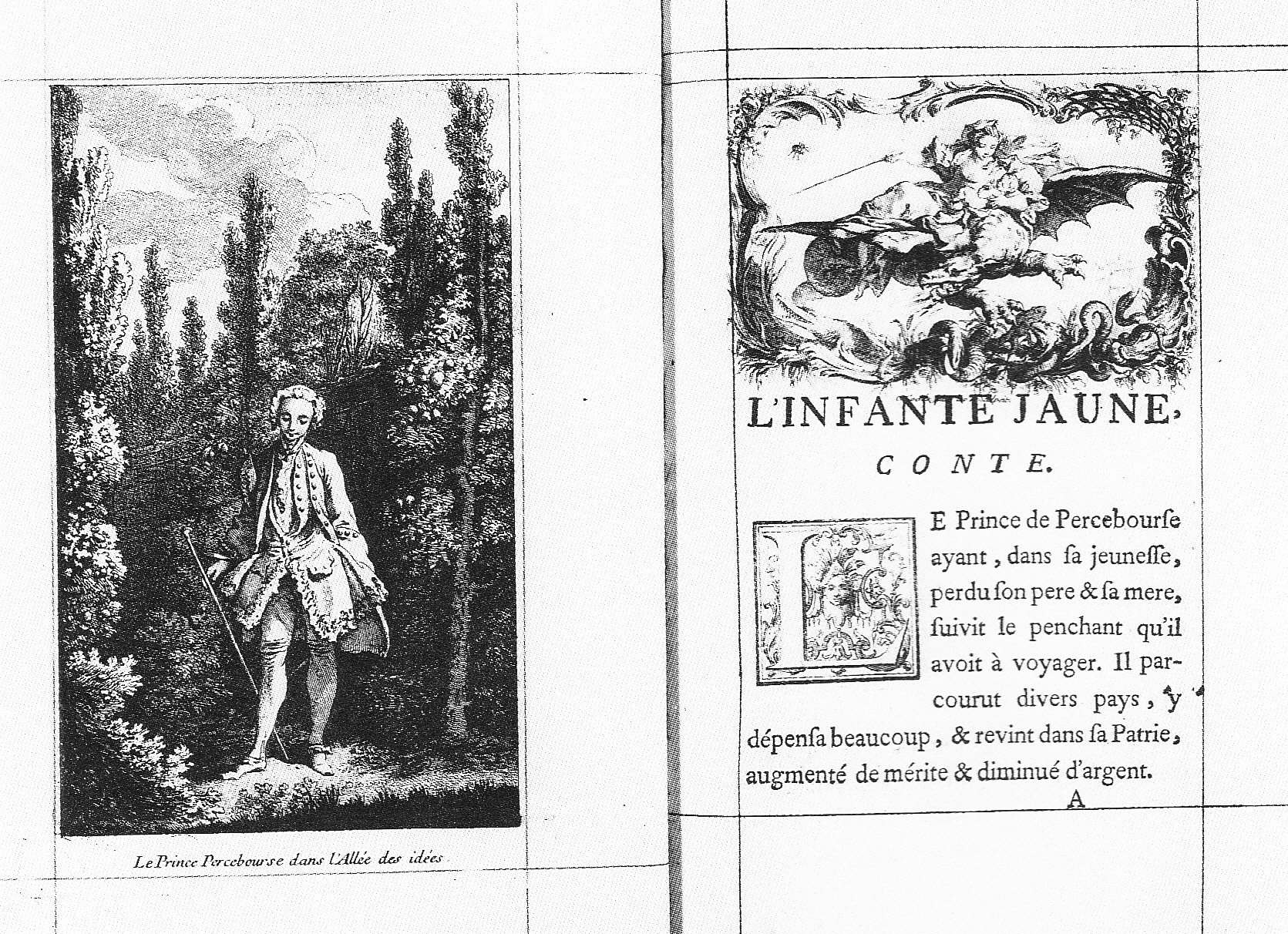
Uppslag i Faunillane med kopparstick av Francois Boucher graverade av Pierre Quentin Chedel och vinjetter av C. Cochin.
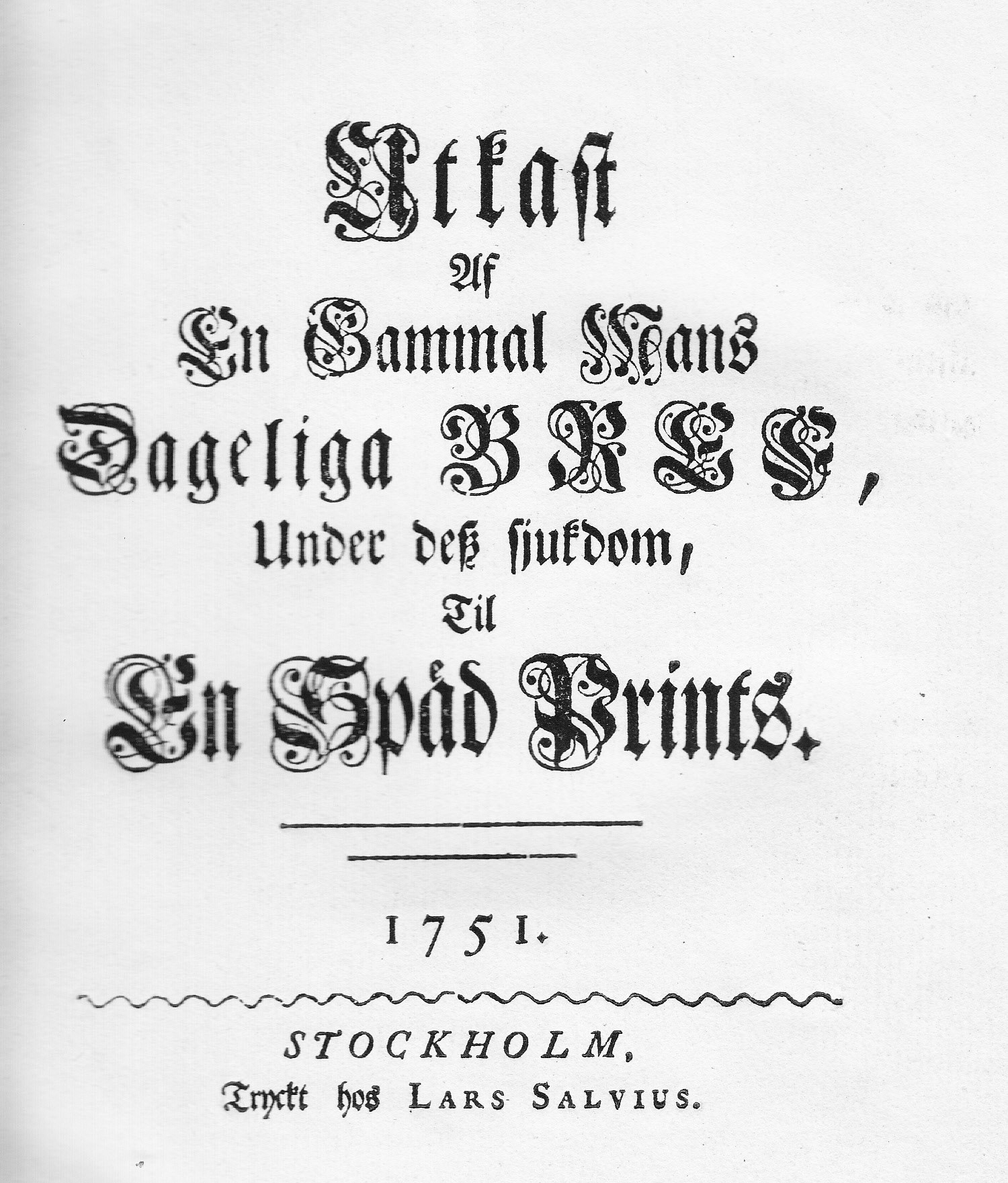
Utkast af En Gammal Mans Dageliga Bref under dess sjukdom till En Späd Prints 1751. Tryckt i 30 ex.
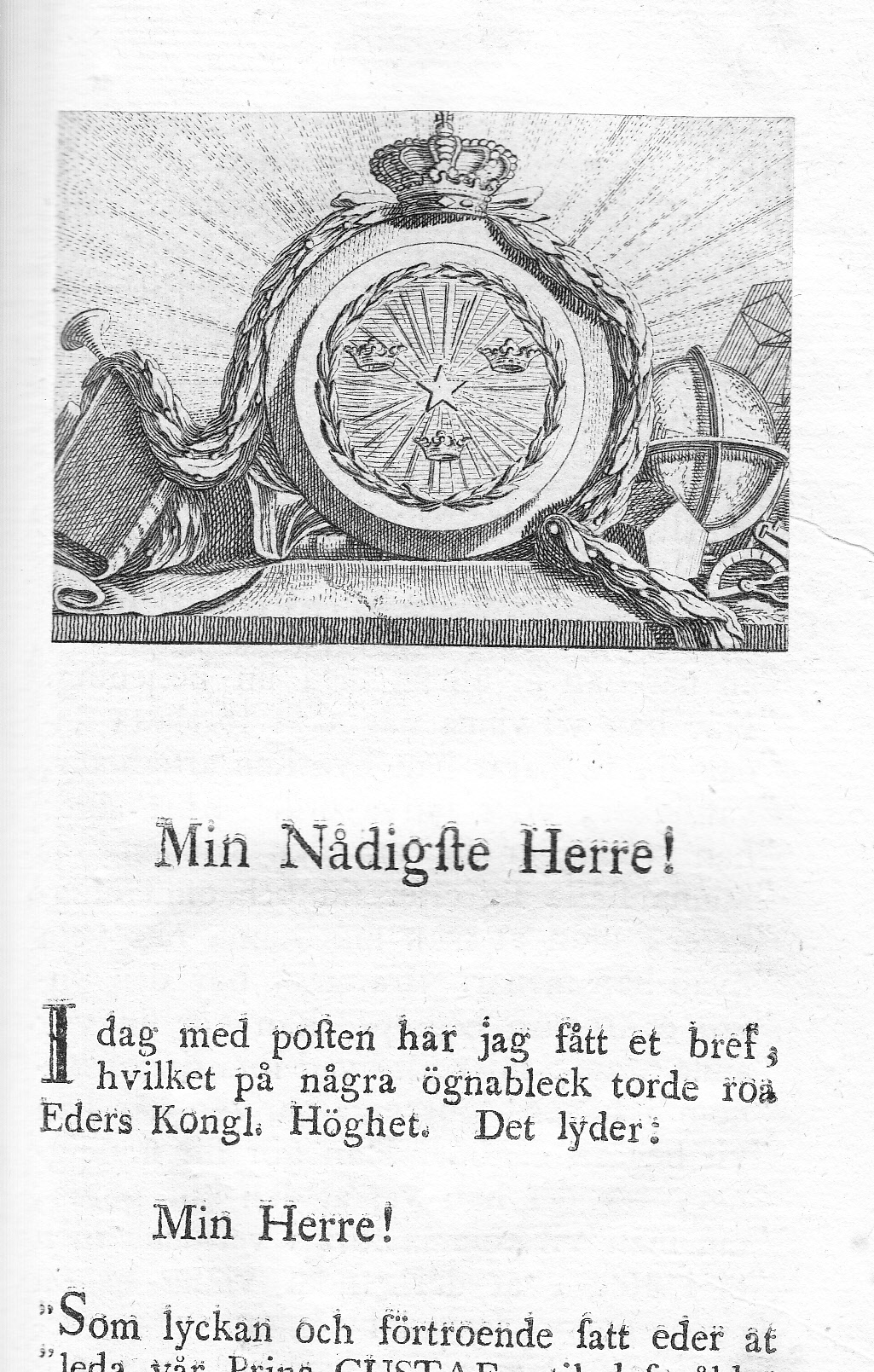
En gammal mans utvalda bref till en ung prins. 1785 års upplaga med vinjetter av Jean Eric Rehn

- La comedie sans intrigue, ou', Les deux grossesses comedie, en un acte. Representée pour la premiere fois le 6. janvier 1739./(p:T.) Cologne, chez Pierre Marteau.
- Faunillane ou L'ínfante jaune, conte ("Flickan från Fånöö" Paris 1741; tjuvtryckt 1743; annan version "Acajou et Zirphile" Paris 1761; ytterligare olovlig upplaga Köpenhamn 1767; faksimiltryck med översättning från franska och kommentarer,  Allhems förlag 1955.) Detta är Tessins oerhört exklusiva och mycket beundrade fésaga, illustrerad med tio kopparstick av Francois Boucher, vilken ursprungligen trycktes i bara tre exemplar, av vilka två finns hos Kungliga Biblioteket (Tessins eget och Lovisa Ulrikas) och det tredje i Spencer Collection, New York Public Library (avsett för, men aldrig överlämnat till Augusta Törnflycht). Titeln syftar på en tilldragelse i familjen då svågern, Axel Wrede Sparres och hans hustru Augusta Törnflychts dotter Ulla fick sin första klänning, som var av gult siden. Wrede Sparre var herre till Fånöö.
- Esprit a la mode ou Catalogue des livres qui en donnent, comme poësies, opera, tragedies, comedies, parodies, pantomimes, romans, historiettes, féeries, contes, lettres, pensées ingenieuses, bons mots, naïvetés, polissonneries &c. =Anon.= A Sornettes chez Baliverne le Cadet, : à l'enseigne de la petite maitresse. M.DCC.XLIX. Stockholm, kongl. tryckeriet. 1744
- Fortegnelse paa Endeel Gods og Lösöre, som den Kongel. svenske Ambassadeur extraordinaire ... Greve af Tessin, er tilhörende ... som ... ved offentlig Auction skal bortselges Köpenhamn 1744 Libris
- Några. Hastiga. Försök. Vid. Få. Ledige. Stunder. Huru. Svenska. Språket. Sig. Passa. Vill. Til. Ristnings-skrift. Eller. Den. Så. Kallade. Sten- stylen. 1750. =Anon=. Stockholm, tryckt hos Lars Salvius. Libris
- Den. Som. Flåsar. Lefver. Ej. Altid. ... =(Text.) Anon. S. impr=. Libris
- Ytterligare. Ledige. Stunder. (=Anon=. Stockholm, tryckt hos Lars Salvius, 1751.) Hela boken online
- Ännu. Några. Lediga. Ögnableck. =Anon=. Stockholm, tryckt hos Lars Salvius, 1751. Libris
- Graf-skrift (över Fredrik I). =(Rubr.) Anon. S. impr=. 1751. Libris
- Prins. Gustafs. Fyra. Åldrar. Igenomögnade. På. Dess. Femte. Födelse-dag. År. 1751. Den. 13. Januarii =Anon=. Stockholm, tryckt hos Lars Salvius.
- Utkast af en gammal mans dageliga bref under dess sjukdom till en späd prints (Lars Salvius, Stockholm 1751, frakturstil.)  Ursprungsupplagan på 30 ex var avsedd för den kungliga familjen och tillkom på Lovisa Ulrikas önskemål. Detta är den mest bekanta och spridda bland Tessins skrifter och utgörs av hans brev till prins Gustav, fyllda av sedelärande fabler.
- En äldre mans bref till en stadigare prins. (Stockholm 1753, frakturstil) Denna fortsättning trycktes av Tessin utan kungaparets tillåtelse och blev en av orsakerna till den slutliga brytningen.
- En gammal mans bruns-motion. År MDCCLIII. =Anon=. Stockholm, tryckt hos Lars Salvius 1753. Libris
- En gammal mans bref till en ung prins del 1 och 2. (Lars Salvius, Stockholm 1756. Frakturstil.) En för allmänheten avsedd upplaga av båda brevsamlingarna med graverade vinjetter av Jean Erik Rehn, utgiven av Tessin på ständernas uppmaning. En ny upplaga utkom med latinskt typsnitt 1785 och den översattes i samtiden till bland annat tyska, franska och italienska.
- Åkerö-dagboken. En jättelik journal, snarare än en regelrätt dagbok, omfattande 29 band och 2 portföljer på tillsammans 20.294 foliosidor, uppfyllt av reflexioner, skönlitterära försök, avskrifter av historiska aktstycken, politiska, biografiska, litteratur- och konsthistoriska samt andra vetenskapliga anteckningar. Åkerö-dagboken lämnar ett märkligt vittnesbörd om Tessins livliga fantasi och mångsidiga vetande. Den var inte avsedd för offentligheten, men han tycks ha önskat att systersonen Fredrik Sparre, sedermera rikskanslern, skulle låta trycka ett urval till försvar för hans minne.[7] Verket finns numera hos Kungliga Bibliotekets handskriftsavdelning.
- Framledne riksrådet, m.m. grefve Carl Gustaf Tessins dagbok. 1757, (Gustaf Adolph Montgomery 1824)
- Skrifter av Karl Gustaf Tessin efter författarens på Åkerö befintliga handskrift. (Sammanställda av Gudmund Frunck. Akademiska Boktryckeriet Uppsala 1882–83.)
- Carl Gustaf Tessins dagbok 1748–1752 (Sigrid Leijonhufvud 1915) Baserat på ett anteckningsband, som Kungliga Biblioteket förvärvade i London 1914.[8]
- Fullständig. Samling. Af. Salig. Herr. Riksrådet. &c. &c. Gref. Carl. Gustaf. Tessins. Arbeten. I. Swenska. Stenstylen. (Upsala. Tryckt. Hos. Joh. Edman. Kongl. Acad. Boktr. År. 1771.) Libris
- Amor ger audiens på Drottningholms slott : ett dramatiskt impromptu Utg. av Agne Beijer 1946 Libris

### Tryckta tal
Kungl. Biblioteket databas Libris listar samtliga, med möjlighet att beställa inskanning mot avgift. Ett tal på 8 sidor kostade 2011 124 kr.
- Landt-marskalkens högwälborne grefwe Carl Gustav Tessins Tal, hållit til ridderskapet och adeln wid landt-marskalks stafwens emottagande den 17. maii 1738. Stockholm, uti thet kongl. tryckeriet. Cum privilegio. Libris
- Landt-marskalkens högwälborne grefwe Carl Gustav Tessins Tal hållit uppå riks-sahlen wid riksdagens början den 20. may 1738. Uppå ridderskapets och adelens åstundan tryckt. Stockholm, uti thet kongl. tryckeriet uplagt. Libris
- Underdånigt tal, til hennes kongl. maj:t drottningen, hållit, på samtel. riksens ständers wägnar, af landt-marskalken gref Carl Gustav Tessin, den 24. augusti 1738. Stockholm, tryckt uti det kongl. tryckeriet. Cum privilegio. Libris
- Landt-marskalkens högwälborne grefwe Carl Gustav Tessins Tal, hållit för ridderskapet och adeln wid landt-marskalks stafwens afgifwande den 19. aprill 1739. Stockholm, uti thet kongl. tryckeriet. Cum privilegio. Libris
- Til hennes kongl. maj:t wår allernådigsta drottning landt-marskalkens gref Carl Gustav Tessins underdåniga tal, då hos hennes maj:t ridderskapets och adelens deputerade, efter sluten riks-dag, togo underdånigt afskied den 19. april 1739.: Uppå ridderskapets och adelns åstundan tryckt. Stockholm, uti thet kongl. tryckeriet. Cum privilegio. Libris
- Inträdes tal hållit af hans excellence riksrådet ... grefve Tessin, då han intog sit rum såsom ledamot i kongl. vetenskaps academien, den 16. febr. 1745. Efter kongl. academiens befallning uplagdt. Stockholm, tryck [!] och finnes til : köps hos Lor. Lud. Grefing.  Libris
- Kårt tal om svenska språkets rykt och upodlande, hållit för kongl. svenska vetenskaps academien, af ... Carl Gustaf Tessin, då han afträdde sit præsidium d. 10 januarii 1746. På kongl. vetenskaps academiens befallning. Stockholm, tryckt : och finnes til köps hos Lars Salvius. Libris
- På kongl. maj:ts wägnar, herr riks- rådets ... Carl Gustav Tessins tal, hållit uppå riks-salen wid riksdagens början then 26 september 1746. Tryckt uppå hans kongl. maj:ts befallning, och samtelige riksens ständers begäran. Stockholm, : tryckt uti kongl. tryckeriet, hos directeuren Pet. Momma.
- Tal, til samtelige riksens högloflige ständer, af herr riks-rådet ... Carl Gustav Tessin, tå riksens ständer in pleno plenorum uppå stora riddarhus salen woro församlade, then 31. martii 1747. Efter riksens ständers åstundan tryckt.: Stockholm, uti kongl. tryckeriet, hos directeuren Pet. Momma. Libris
- På kongl. maj:ts wägnar, herr riks-rådets, præsidentens uti kongl. maj:ts och riksens cancellie collegio ... Carl Gustav Tessins hållne tal, uti kongl. Riddareholms kyrkan, på then förnyade seraphinske ordens-dagen i Swerige then 18 april, 1748. Stockholm tryckt uti kongl. tryckeriet, hos directeuren Pet. Momma.
- Öfver konung Carl den XII:tes graf. =(Rubr.) Anon. S. impr=. [1751.]. Libris
- Underdånigst tal til hans kongl. maj:t, hållit uti råds-salen wid öpna dörar then 26. martii 1751. Af ... Carl Gustaf Tessin. Stockholm, tryckt uti kongl. tryckeriet, hos directeuren Pet. Momma. Libris
- Tal hållit uppå ordens- dagen, then 17. april 1751. Af hans excellence ... Carl Gustaf Tessin. Stockholm, tryckt uti kongl. tryckeriet, hos directeuren Pet. Momma. Libris
- På kongl. maj:ts wägnar, herr riks-rådets ... Carl Gustav Tessins tal, hållit uppå riks-salen wid riksdagens början then 23. september 1751. Tryckt uppå hans kongl. maj:ts befallning, och samtelige riksens ständers begäran. Stockholm, : uti kongl. tryckeriet, hos directeuren Pet. Momma.
- Underdånigst tal til hans kongl. maj:t, hållit uti råds-salen then 30. martii 1752. Af ... Carl Gustaf Tessin, tå hans excellence af-lade cancellie-præsidentskapet. Tryckt på hans kongl. maj:ts nådigsta befallning. Stockholm, uti kongl. : tryckeriet, hos directeuren Peter Momma. Libris
- Hans excellences herr riks- rådets ... Carl Gustaf Tessins Tal, hållit then 31. martii 1752. uti kongl. maj:ts och riksens cancellie-collegio, tå hans excellence, efter præsidentskapets afläggande, therstädes tog afsked. Tryckt på högbemälte collegii begäran. Stockholm, uti kongl. tryckeriet, hos directeuren Peter Momma. Libris
- Tal hållit af hans excellence herr riks-rådet ... Carl Gustaf Tessin, tå hans excellence herr riks-rådet, högwälborne friherre Carl Friedrich Scheffer, af kongl. maj:t i nåder dubbades til riddare och commendeur af thes orden uti Riddareholms : kyrkan then 28. april 1753. Stockholm, tryckt uti kongl. tryckeriet, hos directeuren Pet. Momma. Libris
- Tal hållit af hans excellence herr riks-rådet ... Carl Gustaf Tessin. Wid then af kongl. maj:t i nåder anbefalte och förrättade riddare-dubbning uti kongl. slotts kyrkan then 28. april 1755. Stockholm, tryckt uti kongl. tryckeriet, hos : directeuren Pet. Momma. 1755 Libris
- Hans excellence herr riks-rådets &c. grefwe Carl Gustaf Tessins Tankar, wid desz sidsta afskedstagande utur rådet. Stockholm, tryckt hos Carl Stolpe, 1771. Libris
- Tal, hållne uti kongl. seraphimer ordens capitlet./(C.G. Tessin). Stockholm, tryckt uti kongl. ordens-tryckeriet år 1778. Libris

## Vidare läsning

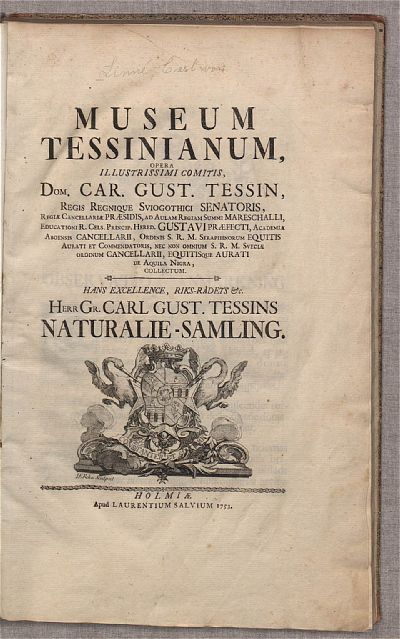
Linnés katalog över Tessins naturalie-samling 1753
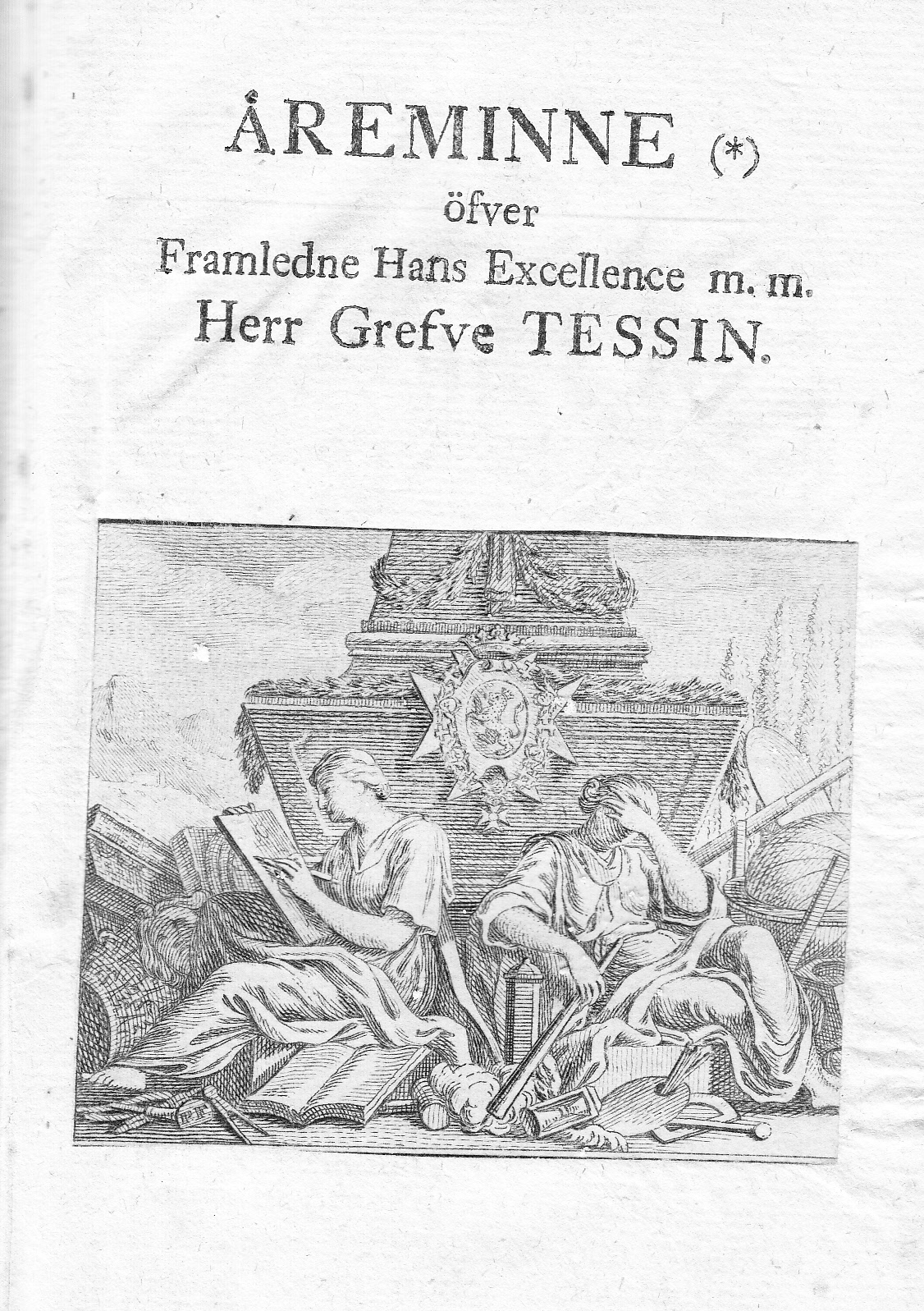
Anders Johan von Höpkens äreminne över Carl Gustaf Tessin 1771
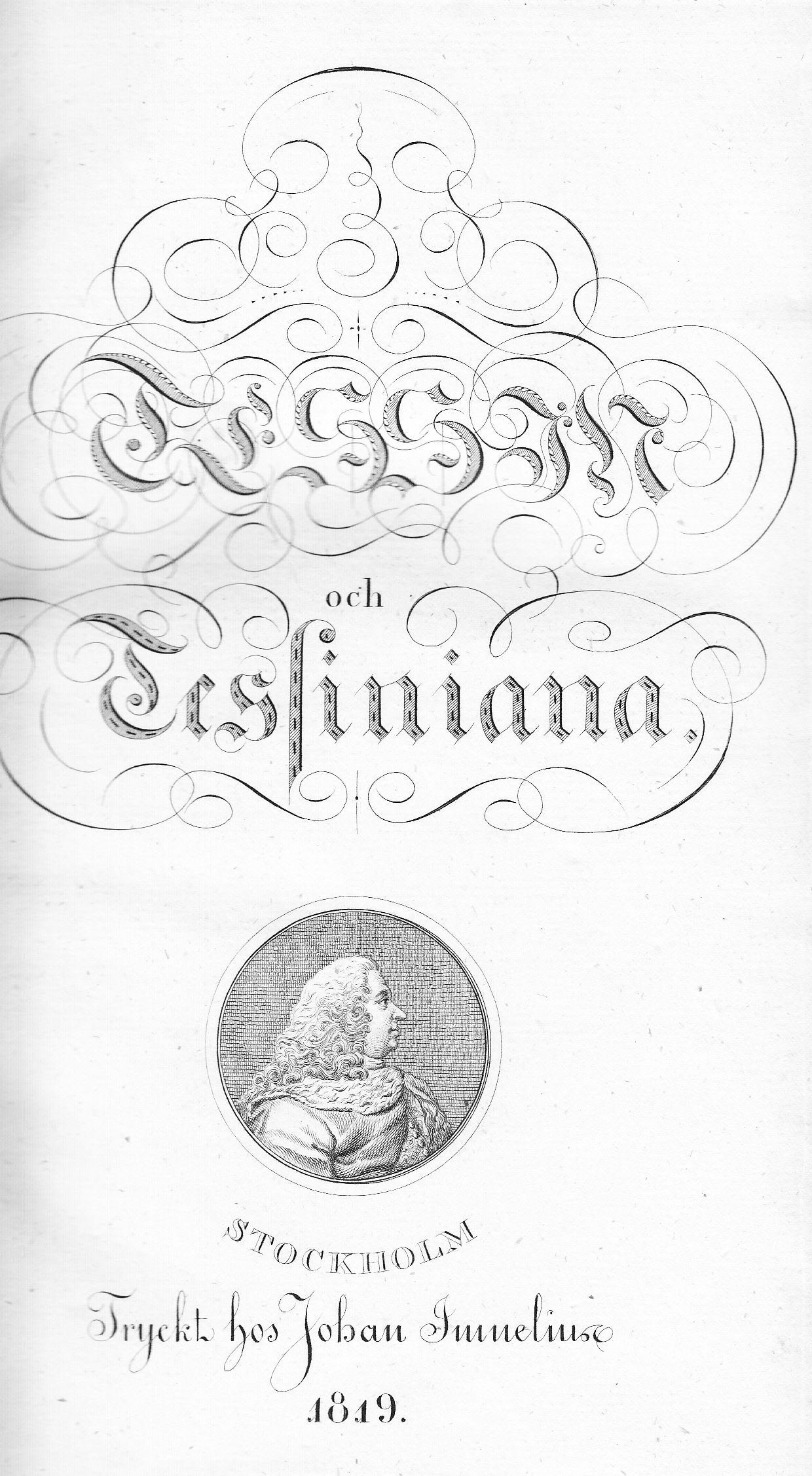
Fredrik von Ehrenheims Tessin och Tessiniana 1819